# Servicio Marítimo de la Guardia Civil
El Servicio Marítimo de la Guardia Civil, también conocido por su acrónimo SEMAR o, extraoficialmente, como Guardia Civil del Mar, es la unidad de la Guardia Civil dedicada a la vigilancia de las aguas territoriales españolas. Se constituyó por un Real Decreto de 22 de febrero de 1991. Desde 1997 se integra en él la Unidad de Actividades Subacuáticas (UAS), cuyo origen se remonta a 1981.

## Organización

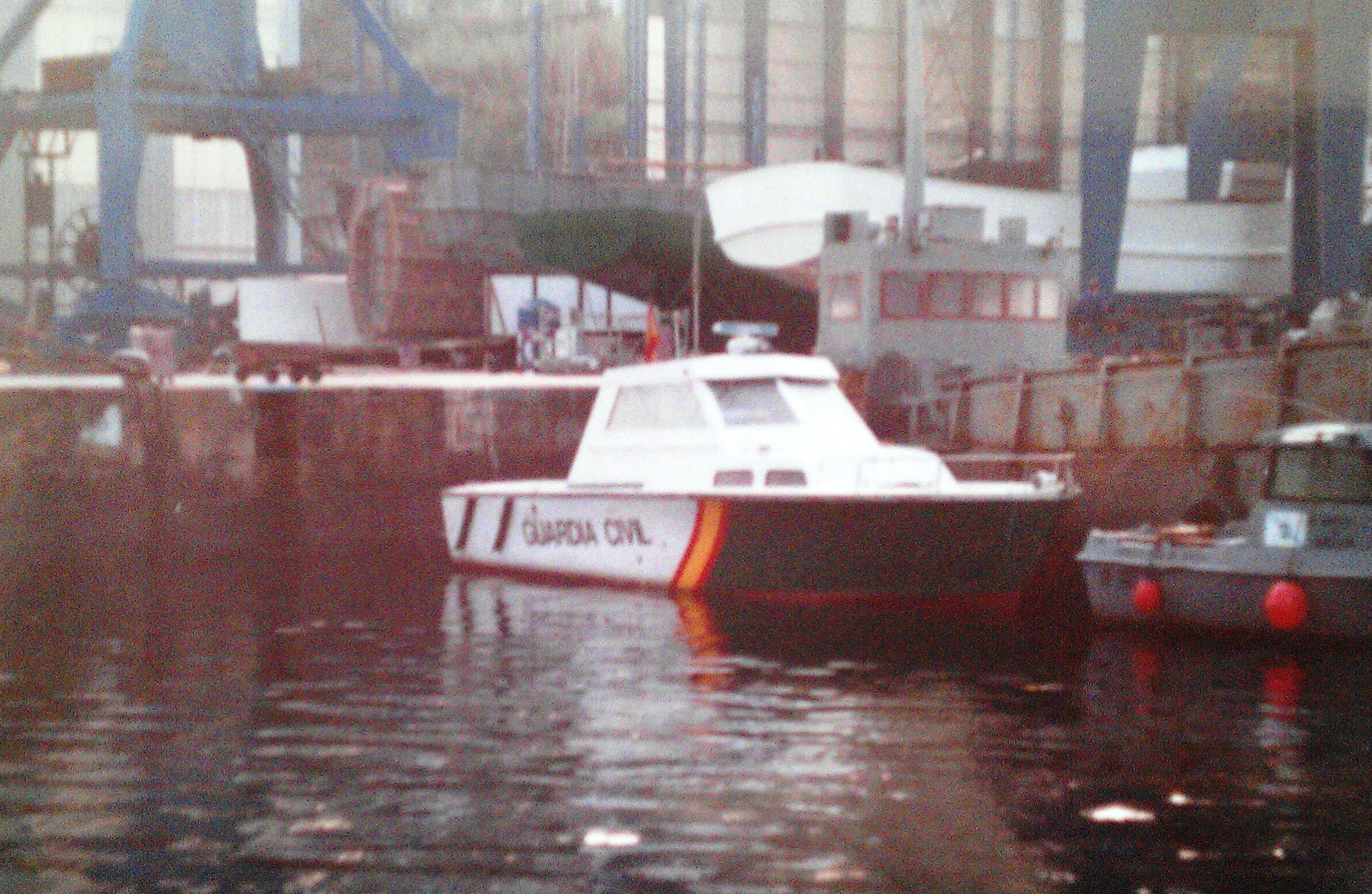
La primera patrullera del SEMAR fue la GCX-01, usada para prácticas en el primer curso de patrones en Rodman Polyships y posteriormente empleada en labores de vigilancia en Cartagena y en la Exposición Universal de Sevilla de 1992.

Se organiza en una Jefatura, ubicada en el mismo complejo de edificios que alberga la Dirección General del Cuerpo, en Madrid; y 24 Servicios Marítimos Provinciales, que abarcan todo el litoral español, aparte de una Unidad de Actividades Subacuáticas que comprende una Unidad Central de Actividades Subacuáticas y 18 Grupos Especiales de Actividades Subacuáticas. Al frente se halla el Coronel Jefe del Servicio Marítimo de la Guardia Civil.

## Misiones
Las misiones que tiene encomendadas son de seis tipos:
- Judicial: prevención e investigación de delitos.
- Gubernativo: custodia de costas y puertos y prevención de la inmigración irregular.
- Fiscal: Resguardo Fiscal del Estado, prevención y represión del contrabando.
- Administrativo: protección de la naturaleza y el medio ambiente en el medio marino, control e inspección pesquera y protección del patrimonio arqueológico submarino.
- Militar: las que le encomienden el Gobierno y el Ministerio de Defensa.
- Varias: misiones de paz en el extranjero, colaboración con la Sociedad de Salvamento y Seguridad Marítima (SASEMAR) en auxilios y remolques.

## Historia
El SEMAR se constituyó por un Real Decreto de 22 de febrero de 1991. En 1997 se integró en él una unidad previamente existente, cuyo origen se remonta a 1981, la Unidad de Actividades Subacuáticas (UAS).
Las primeras cuatro bases que se crearon fueron las de La Coruña, Barcelona, Santander (Cantabria) y Cartagena (Murcia), a las que se destinaron las primeras patrulleras de que se dispuso, cuatro Rodman-55M y dos Bazán-39. Posteriormente se fueron abriendo el resto de las bases a medida que se recibían nuevas embarcaciones. La última fue la del Servicio Marítimo de Guipúzcoa, en Pasajes, en el año 2017, con la que se completó el despliegue en todas las Comandancias con demarcación litoral.
La tripulación de las primeras embarcaciones fue formada entre sargentos, cabos y guardias, tras pasar una oposición, en la Escuela de Maniobras de la Armada en La Graña (Ferrol) y en la Escuela de Máquinas de la Armada, en la misma ciudad. El primer curso fue apadrinado por Juan de Borbón. También realizaron diversos cursos impartidos por la Dirección General de la Marina Mercante en Madrid y en la Escuela de Formación Especializada de Can Padró (Castellbell y Vilar, (Barcelona), así como prácticas en distintos buques de la Armada, en Rodman Polyships en Vigo (Pontevedra), en la entonces Empresa Nacional Bazán —actualmente Navantia— (Cádiz), SASEMAR y las embarcaciones propias de la Guardia Civil, obteniendo los títulos de patrones, marineros y mecánicos. Las posteriores promociones se fueron formando en el Centro de Seguridad Marítima Integral Jovellanos en Gijón (Asturias). 
La primera embarcación, denominada GCX-01, sirvió inicialmente para efectuar prácticas de las futuras tripulaciones y posteriormente destinada a Cartagena (Murcia). A continuación fue destacada para participar en la seguridad de la Expo-92, en Sevilla. Así mismo las dos primeras embarcaciones clase Bazán-36, la prototipo GCL-01 y la GCL-02, tras ser recepcionadas en la E. N. Bazán, en San Fernando (Cádiz), empezaron su singladura en el río Guadalquivir, teniendo como base Sevilla, con motivo de la Exposición Universal Expo-92. En el viaje inaugural embarcaron desde San Fernando (Cádiz) a Sevilla el Almirante Jefe del Grupo Alfa de la Base Naval de Rota (Cádiz), el comandante jefe del Portaeronaves príncipe de Asturias (R-11), el general subdirector de Operaciones de la Guardia Civil, el delegado del Gobierno en Cádiz y el director general de la E. N. Bazán, junto con la tripulación.
Las primeras cuatro unidades de la Clase Rodman-55, tras navegar a Barcelona, donde sus tripulaciones realizaron prácticas en las mismas a fin de tomar contacto con las patrulleras y adiestrarse en el manejo de las mismas y su instrumentación, fueron destinadas a cada una de las cuatro primeras Bases de los Servicios Marítimos Provinciales de; La Coruña, Barcelona, Santander (Cantabria) y Cartagena (Murcia).
Desde la creación del Servicio Marítimo de la Guardia Civil, se han desarrollado infinidad de servicios, en aguas nacionales y en el extranjero, con motivo de misiones internacionales, tanto en denuncias por múltiples infracciones, rescates de personas y embarcaciones, actas de aprehensión de contrabando, lucha contra la inmigración ilegal, etc., siendo acreedora de la Medalla de Oro del Mérito al Trabajo. 
En 1993 realizó su primera misión en el exterior, desplegando durante tres años, hasta 1996, a la patrullera clase Rodman-55M GCM-07 en el Danubio, en el marco de una misión de la Unión Europea Occidental (UEO) para hacer cumplir el embargo que impuso la ONU contra Serbia y Montenegro con motivo de la Guerra en la antigua Yugoslavia, utilizando como bases los puertos de Ruse (Bulgaria) y Galaţi (Rumanía). El primer contingente estuvo formado por 38 guardias civiles, entre miembros del Servicio Marítimo, Grupo Especial de Seguridad (GES), Unidad Especial de Intervención (UEI), así como personal de transmisiones, operadores, intérpretes y de mando. En sus misiones de vigilancia para impedir el contrabando de armas y combustible, la GCM-07 estuvo acompañada por una patrullera de la Guardia di Finanza de Italia y otra de la BGS de Alemania (Bundesgrenzschutz).

## Bases

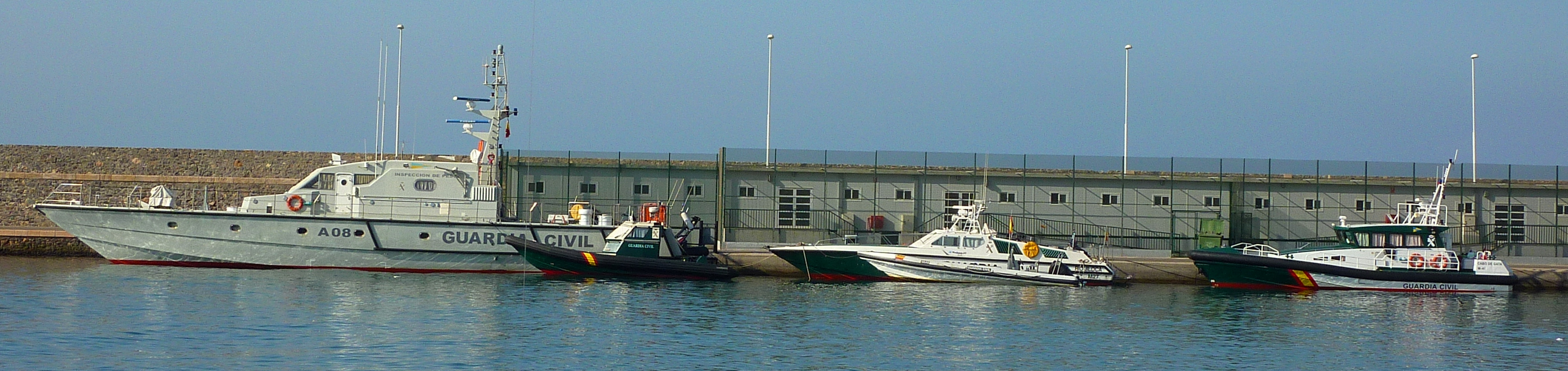
Tres patrulleras y una lancha semirrígida cabinada (más una semirrígida no cabinada de un G.E.A.S.) en la base del Servicio Marítimo del puerto de Almería.

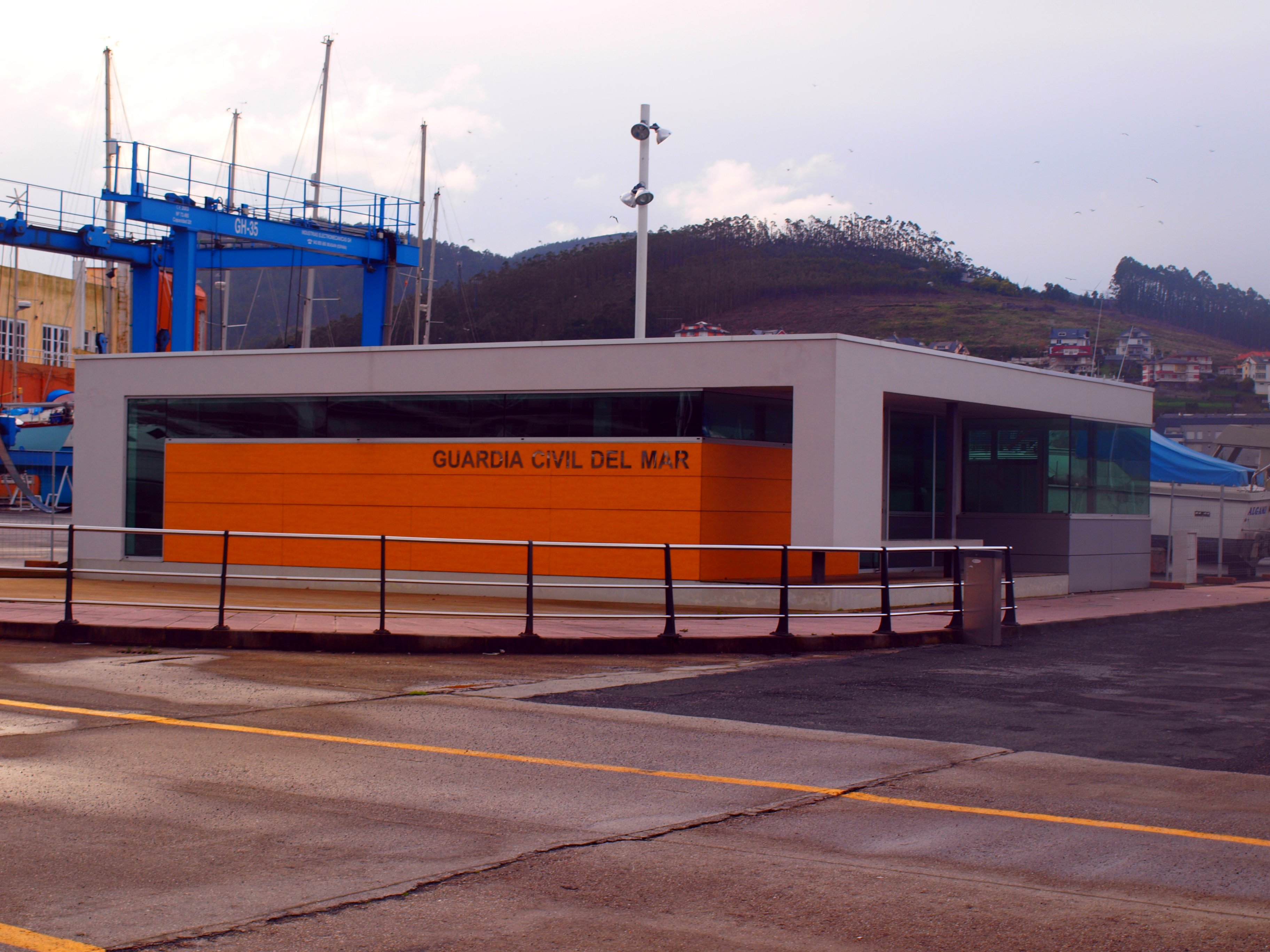
Acuartelamiento del Servicio Marítimo en el Puerto deportivo de Vivero, Vivero (Lugo).

El Servicio Marítimo dispone de unidades en todas las provincias costeras de la península, incluidas las del País Vasco y Cataluña, ya que ni la Ertzaintza ni los Mozos de Escuadra tienen competencias en la materia; y en Baleares, Canarias y Ceuta. Los puertos donde tiene sus bases, 26 en total, son:
| Base                       | Provincia              | Comunidad Autónoma     | Puerto                           | Observaciones                                          |
| -------------------------- | ---------------------- | ---------------------- | -------------------------------- | ------------------------------------------------------ |
| Algeciras                  | Cádiz                  | Andalucía              | Puerto de Algeciras              |                                                        |
| Alicante                   | Alicante               | Comunidad Valenciana   | Puerto de Alicante               |                                                        |
| Almería                    | Almería                | Andalucía              | Puerto de Almería                |                                                        |
| Arrecife                   | Las Palmas             | Canarias               | Puerto de Arrecife               |                                                        |
| Barcelona                  | Barcelona              | Cataluña               | Puerto de Barcelona              |                                                        |
| Benalmádena                | Málaga                 | Andalucía              | Puerto Deportivo de Benalmádena  |                                                        |
| Cádiz                      | Cádiz                  | Andalucía              | Estación Naval de Puntales       | Base compartida con la Armada.                         |
| Cartagena                  | Murcia                 | Región de Murcia       | Puerto de Cartagena              |                                                        |
| Castellón de la Plana      | Castellón              | Comunidad Valenciana   | Puerto de Castellón (El Grao)    |                                                        |
| Ceuta                      | Ceuta                  | Ceuta                  | Puerto de Ceuta                  |                                                        |
| Corralejo                  | Las Palmas             | Canarias               | Puerto de Corralejo              |                                                        |
| La Coruña                  | La Coruña              | Galicia                | Puerto de La Coruña              |                                                        |
| La Escala                  | Gerona                 | Cataluña               | Puerto de la Clota               |                                                        |
| Gijón                      | Principado de Asturias | Principado de Asturias | El Musel                         |                                                        |
| Huelva                     | Huelva                 | Andalucía              | Puerto de Huelva                 |                                                        |
| Marín                      | Pontevedra             | Galicia                | Base Naval de Marín              | Base compartida con la Armada (Escuela Naval Militar). |
| Motril                     | Granada                | Andalucía              | Puerto de Motril                 |                                                        |
| Palma de Mallorca          | Baleares               | Islas Baleares         | Estación Naval de Portopí        | Base compartida con la Armada.                         |
| Las Palmas de Gran Canaria | Las Palmas             | Canarias               | Puerto de la Luz                 |                                                        |
| Pasajes                    | Guipúzcoa              | País Vasco             | Puerto de Pasajes                |                                                        |
| Santa Cruz de Tenerife     | Santa Cruz de Tenerife | Canarias               | Puerto de Santa Cruz de Tenerife |                                                        |
| Santander                  | Cantabria              | Cantabria              | Puerto de Santander              |                                                        |
| Santurce                   | Vizcaya                | País Vasco             | Superpuerto de Bilbao            |                                                        |
| Torredembarra              | Tarragona              | Cataluña               | Puerto de Torredembarra          |                                                        |
| Valencia                   | Valencia               | Comunidad Valenciana   | Puerto de Valencia               |                                                        |
| Vivero                     | Lugo                   | Galicia                | Puerto deportivo de Vivero       |                                                        |

## Medios
Actualmente cuenta con 103 naves de patrulla, además de embarcaciones menores, como lanchas semirrígidas.

### Patrulleras ligeras

#### Patrulleras clase Bazán Saeta-39

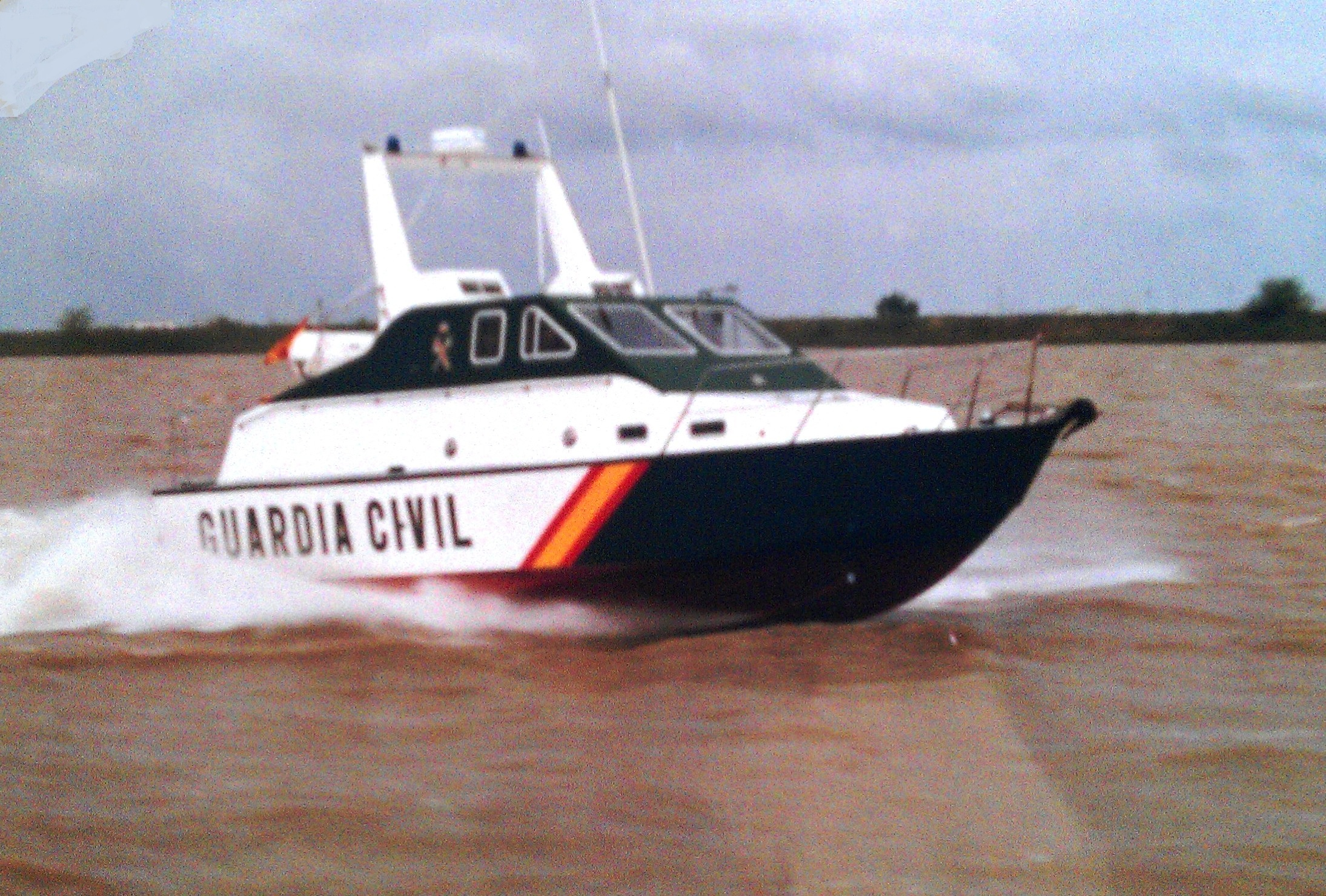
La GCL-01 fue el prototipo de esta clase, construida en la antigua Empresa Nacional Bazán, hoy Navantia, teniendo un puente y motorización distintos a los de las demás unidades.

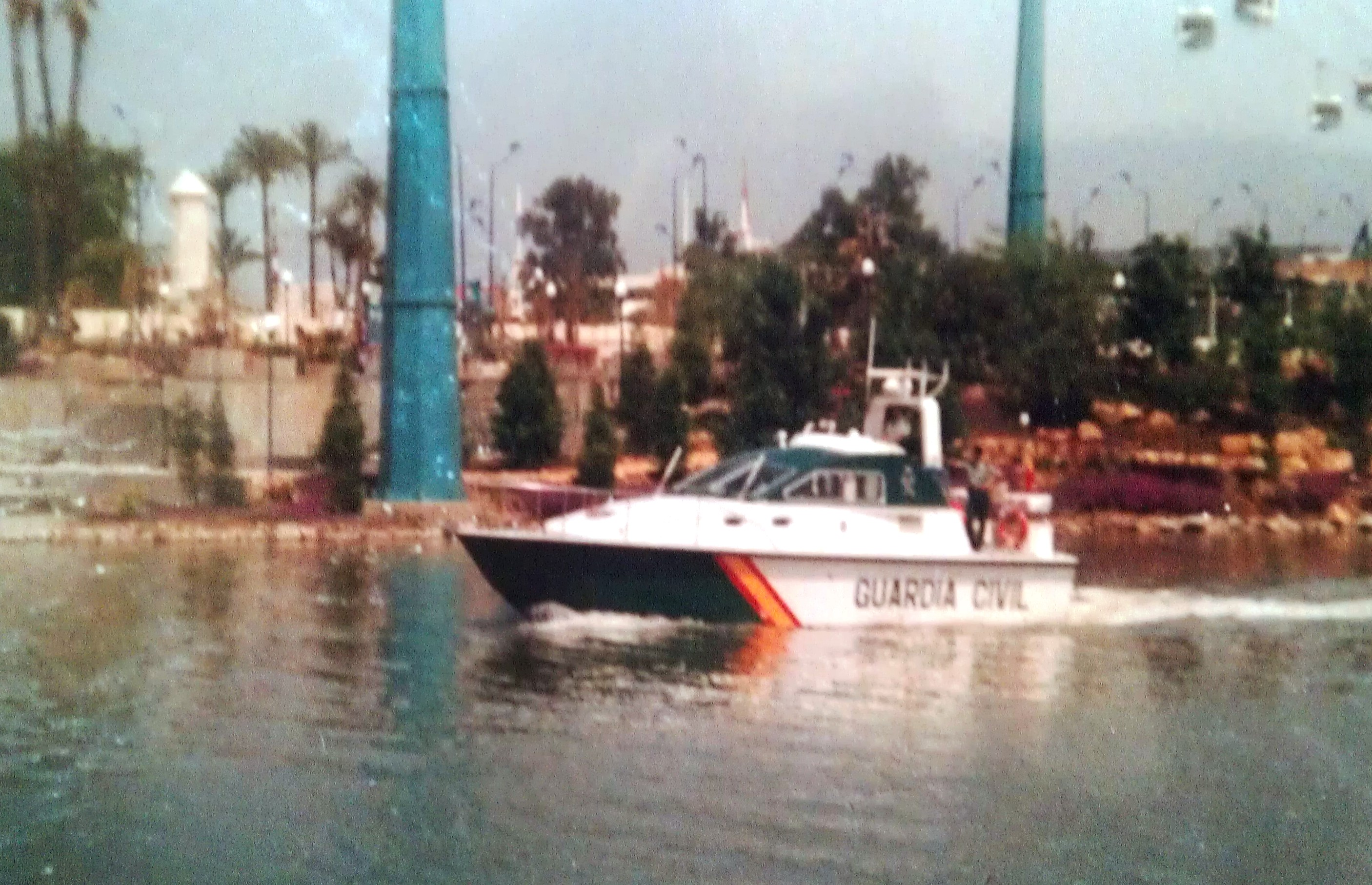
La GCL-02 en la Exposición Universal de Sevilla de 1992.

Conocidas en el SEMAR como Egeo. Doce unidades adquiridas, de las que quedan en servicio cinco. Las patrulleras de esta clase no tienen nombre asignado. Sus características son: 12,00 metros de eslora, 3,80 de manga y 0,70 de calado. Su desplazamiento es de 14 toneladas, alcanzando una velocidad máxima de 38 nudos. Este modelo se ha exportado a Portugal, Argentina y Uruguay. La GCL-01, ya dada de baja, fue el prototipo de la clase, siendo ligeramente más pequeña que los ejemplares de serie y teniendo un puente de diferente de diseño, así como una motorización distinta, más potente que el resto. Tanto ella como la GCL-02 realizaron su primer servicio en misión de vigilancia y seguridad en la Expo-92 de Sevilla. La GCL-03 fue retirada tras sufrir un accidente frente a las costas catalanas. Dos fueron donadas en 2006 a la Gendarmería Mauritana, junto con otras dos de la clase Rodman-55M en el marco del denominado proyecto Atlantis de lucha contra la inmigración ilegal.
| Numeral | Código de llamada | Año de entrada en servicio | Año de baja | Base                               | Observaciones                                                                                                 |
| ------- | ----------------- | -------------------------- | ----------- | ---------------------------------- | --- |
| L01     | EB7002            | 1991                       | ?           | −                                  | Prototipo de la clase, con un puente de diferente diseño y distinta motorización, de mayor potencia. Retirada |
| L02     | EB6999            | 1992                       |             | Estación Naval de Puntales (Cádiz) | |
| L03     |                   | 1992                       | ?           | −                                  | Retirada de servicio tras sufrir un accidente frente a la costa catalana                                      |
| L04     | EB7242            | 1992                       |             | Marín (Pontevedra)                 | |
| L05     | EB7262            | 1992                       |             | Alicante                           | |
| L06     | EB7263            | 1992                       |             | La Escala (Gerona)                 | |
| L07     | EB7264            | 1993                       |             | Ceuta                              | |
| L08     | EB7265            | 1995                       |             |                                    | Retirada |
| L09     | EB7266            | 1995                       |             | Algeciras (Cádiz)                  | |
| L10     | EA3020            | 1995                       |             | Castellón de la Plana              | Hundida por accidente 2009                                                                                    |
| L11     | EA3019            | 1995                       |             | Barcelona                          | Cedida a Mauritania                                                                                           |
| L12     | EA3021            | 1995                       |             | Cartagena (Murcia)                 | |

#### Patrullera clase Rodman 46
Una única unidad con una eslora de 14,7 m. y 3,8 m de manga pudiendo alcanzar una velocidad de hasta 50 nudos, transferida en enero de 2016 desde la Casa Real en labores de escolta al Servicio Marítimo de Ceuta.
| Numeral   | Código de llamada | Año de entrada en servicio | Año de baja | Base  | Observaciones |
| --------- | ----------------- | -------------------------- | ----------- | ----- | ------------- |
| Omega Dos |                   | 2016                       | En servicio | Ceuta |               |

#### Patrullera clase Duarry Megatech 12 cabin

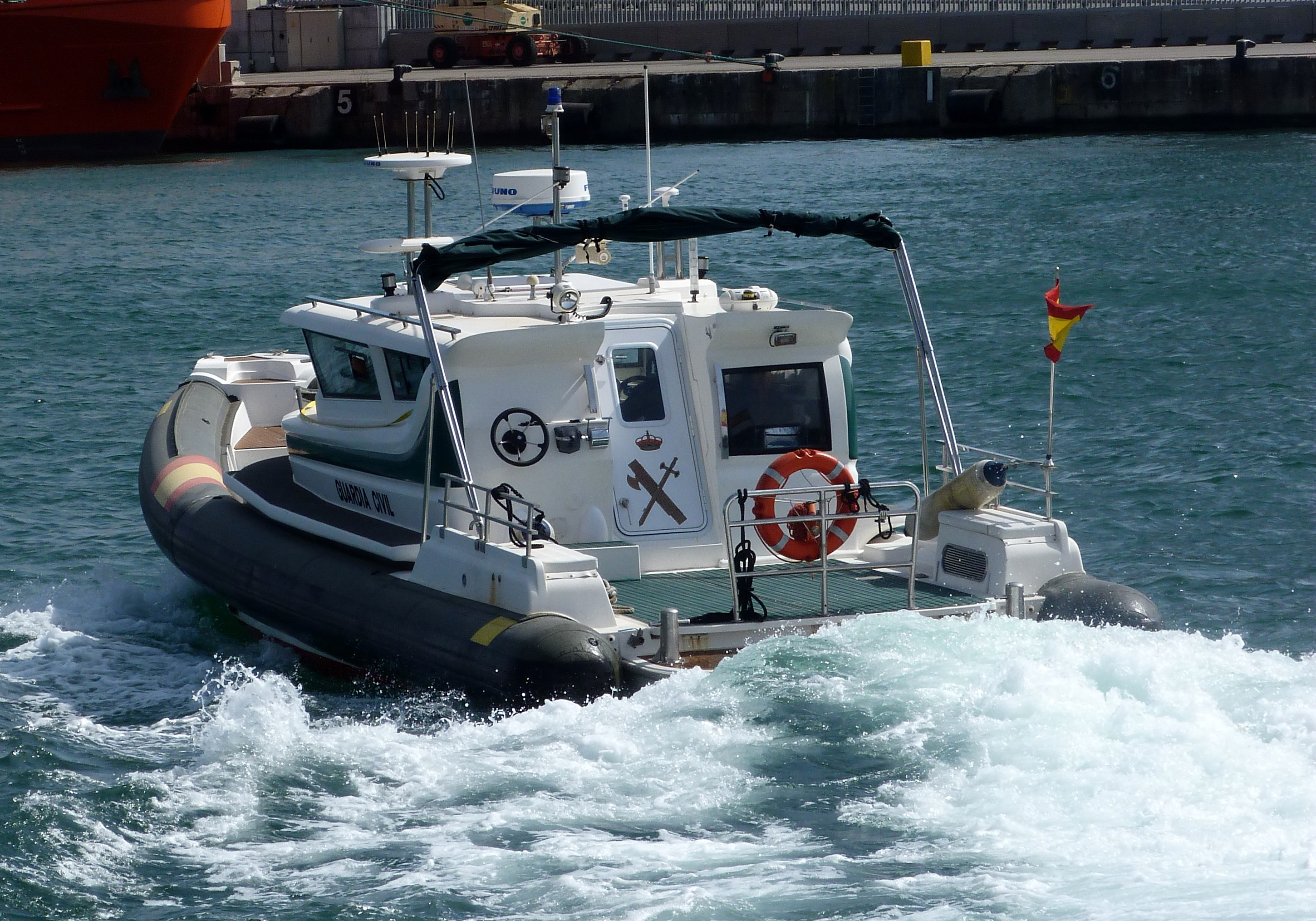
Duarry Megatech 12 cabin en el Puerto de Barcelona.

Desde 2009 se han adquirido seis unidades. Tienen una eslora de 12 metros y una manga máxima de 3,90 metros. Están propulsadas por dos motores de 440 caballos acoplados a hidrojets y pueden transportar un máximo de 12 personas.
| Numeral | Código de llamada | Año de entrada en servicio | Año de baja | Base                | Observaciones |
| ------- | ----------------- | -------------------------- | ----------- | ------------------- | ------------- |
| S-11    |                   | 2009                       | En servicio | Barcelona           |               |
| S-12    |                   | 2009                       | En servicio | Santander           |               |
| S-13    |                   | 2009                       | En servicio | Pasajes (Guipúzcoa) |               |
| S-14    |                   | 2010                       | En servicio | Ceuta               |               |
| S-15    |                   | 2010                       | En servicio | Cádiz               |               |
| S-16    |                   | 2010                       | En servicio | Ibiza (Baleares)    |               |

#### Patrullera clase Aister RAL-850-ZSF
Está diseñada y fabricada por la empresa viguesa Aister Aluminium Shipyard. Tiene una eslora de 8,50 metros, manga máxima de 3,20 metros (2,70 en el casco, sin contar el flotador perimetral) y puntal de 0,84 metros. Está propulsada por dos motores fuera borda de 600 caballos, que le permiten alcanzar una velocidad de 45 nudos.
| Numeral | Código de llamada | Año de entrada en servicio | Año de baja | Base    | Observaciones |
| ------- | ----------------- | -------------------------- | ----------- | ------- | ------------- |
| S-17    |                   | 2011                       | En servicio | Cádiz   | GEAS          |
| S-18    |                   | 2015                       | En servicio | Melilla | GEAS          |

#### Patrullera clase S-18
Se han recibido 19 unidades cofinanciadas por el Fondo Europeo para las Fronteras Exteriores y el Gobierno de España dentro del Programa de Solidaridad y Gestión de Flujos Migratorios de la Agencia Frontex de la Unión Europea. Fabricadas totalmente en aluminio por Auxiliar Naval del Principado, del grupo Astilleros Armón. Tienen una eslora de 10,70 metros y 3,5 de manga, y están equipadas con dos motores de cuatro tiempos de gasolina con 300 CV. 
A partir de la unidad S-29 se reciben cabinadas.
| Numeral | Código de llamada | Año de entrada en servicio | Año de baja | Base                       | Observaciones                    |
| ------- | ----------------- | -------------------------- | ----------- | -------------------------- | -------------------------------- |
| S-18    |                   | 2015                       | En servicio |                            |                                  |
| S-19    |                   | 2015                       | En servicio | Melilla                    |                                  |
| S-20    |                   | 2015                       | En servicio | Cádiz                      |                                  |
| S-21    |                   | 2015                       | En servicio | Cádiz                      |                                  |
| S-22    |                   | 2015                       | En servicio | Cádiz                      |                                  |
| S-23    |                   | 2015                       | En servicio | Málaga                     |                                  |
| S-24    |                   | 2015                       | En servicio | Motril (Granada)           | Entregada el 10 de junio de 2015 |
| S-25    |                   | 2015                       | En servicio | Huelva                     |                                  |
| S-26    |                   | 2015                       | En servicio | Huelva                     |                                  |
| S-27    |                   | 2015                       | En servicio | Ceuta                      |                                  |
| S-28    |                   | 2015                       | En servicio |                            |                                  |
| S-29    |                   | 2015                       | En servicio | Barcelona                  | Cabinada                         |
| S-30    |                   | 2015                       | En servicio |                            | Cabinada                         |
| S-31    |                   | 2015                       | En servicio | Alicante                   | Cabinada                         |
| S-32    |                   | 2015                       | En servicio | Valencia                   | Cabinada                         |
| S-33    |                   | 2015                       | En servicio |                            | Cabinada                         |
| S-34    |                   | 2015                       | En servicio | Santa Cruz de Tenerife     | Cabinada                         |
| S-35    |                   | 2015                       | En servicio | Las Palmas de Gran Canaria | Cabinada                         |
| S-36    |                   | 2015                       | En servicio | Las Palmas de Gran Canaria | Cabinada                         |

#### Patrullera clase Aister RAL-1000-ZSF
Está diseñada y fabricada por la empresa viguesa Aister Aluminium Shipyard. Se trata de un barco de vigilancia de 9.70 m de eslora y 3.45 m de manga, con un calado de 0,53 m con casco y cabina construidos íntegramente en aluminio. La propulsión de este barco de aluminio está formada por dos motores fueraborda, Yamaha 200 HP, de gasolina y cuenta con dos tanques de 750 litros cada uno. tiene una autonomía superior a 300 millas a velocidad de crucero aunque la velocidad máxima que puede alcanzar es de 31 nudos.
| Numeral | Código de llamada | Año de entrada en servicio | Año de baja | Base               | Observaciones   |
| ------- | ----------------- | -------------------------- | ----------- | ------------------ | --------------- |
| S-37    |                   | 2019                       | En servicio | La Coruña          | GEAS (Cabinada) |
| S-38    |                   | 2019                       | En servicio | Cartagena (Murcia) | GEAS (OPEN)     |

#### Patrullera clase Aister RAL-1100-ZSF Open
Están diseñadas y fabricadas por la empresa viguesa Aister Aluminium Shipyard. Se trata de un barco de vigilancia de 10,8 m de eslora y 3 m de manga y construida íntegramente en aluminio de alta resistencia. Puede alcanzar velocidades por encima de los 50 nudos.
| Numeral | Código de llamada | Año de entrada en servicio | Año de baja | Base                         | Observaciones           |
| ------- | ----------------- | -------------------------- | ----------- | ---------------------------- | ----------------------- |
| S-39    |                   | 2019                       | En servicio | Almería                      | Entregada el 17/07/2019 |
| S-40    |                   | 2019                       | En servicio | Cartagena (Murcia)           |                         |
| S-41    |                   | 2019                       | En servicio | Palma de Mallorca (Baleares) |                         |

### Patrulleras medias

#### Patrulleras clase Rodman-55M
Designadas internamente como Báltico. Se adquirieron catorce unidades. Las patrulleras de esta serie no tienen nombre asignado. Sus dimensiones son: 16,50 metros de eslora, 3,80 de manga y 0,70 de calado. Su desplazamiento es de 17,5 toneladas, alcanzando una velocidad máxima de 35 nudos. Las cuatro primeras unidades realizaron sus primeros servicios en la seguridad de las Olimpiadas de Barcelona '92. Una de la clase Rodman-55M presta servicio en la Casa Real con el código Omega Uno. La M01 se hundió en 2002 en aguas del estrecho de Gibraltar. Dos patrulleras de esta clase fueron donadas en 2006 a la Gendarmería Mauritana, junto con otras dos de la clase Saeta-39 dentro del proyecto Atlantis. Una tercera, la M11, fue donada a Senegal en 2007. Cinco ejemplares de este modelo fueron adquiridos por la Armada Paraguaya y otros tantos por la de Surinam.

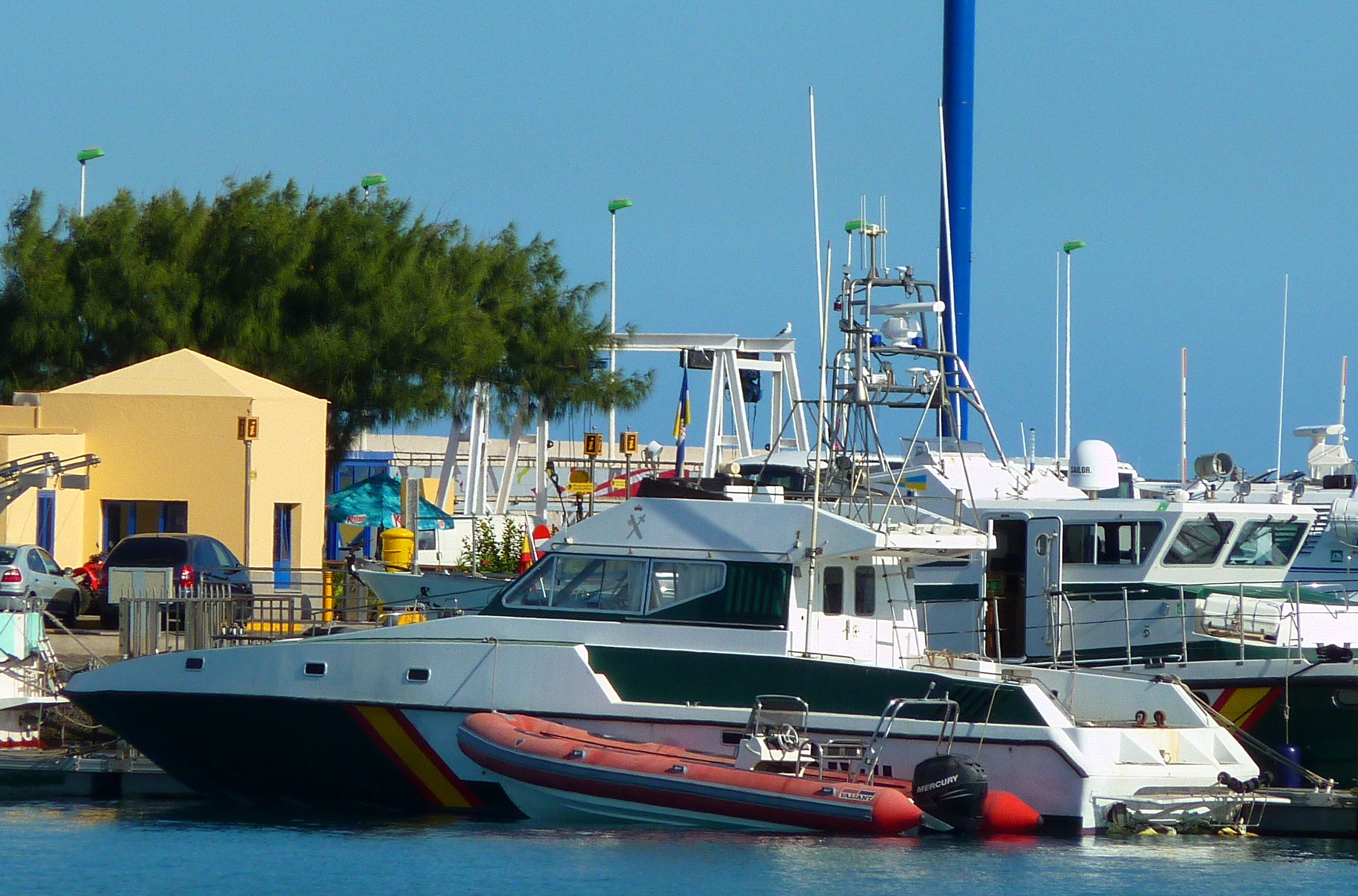
La M04 en su base del puerto de Corralejo (Las Palmas).
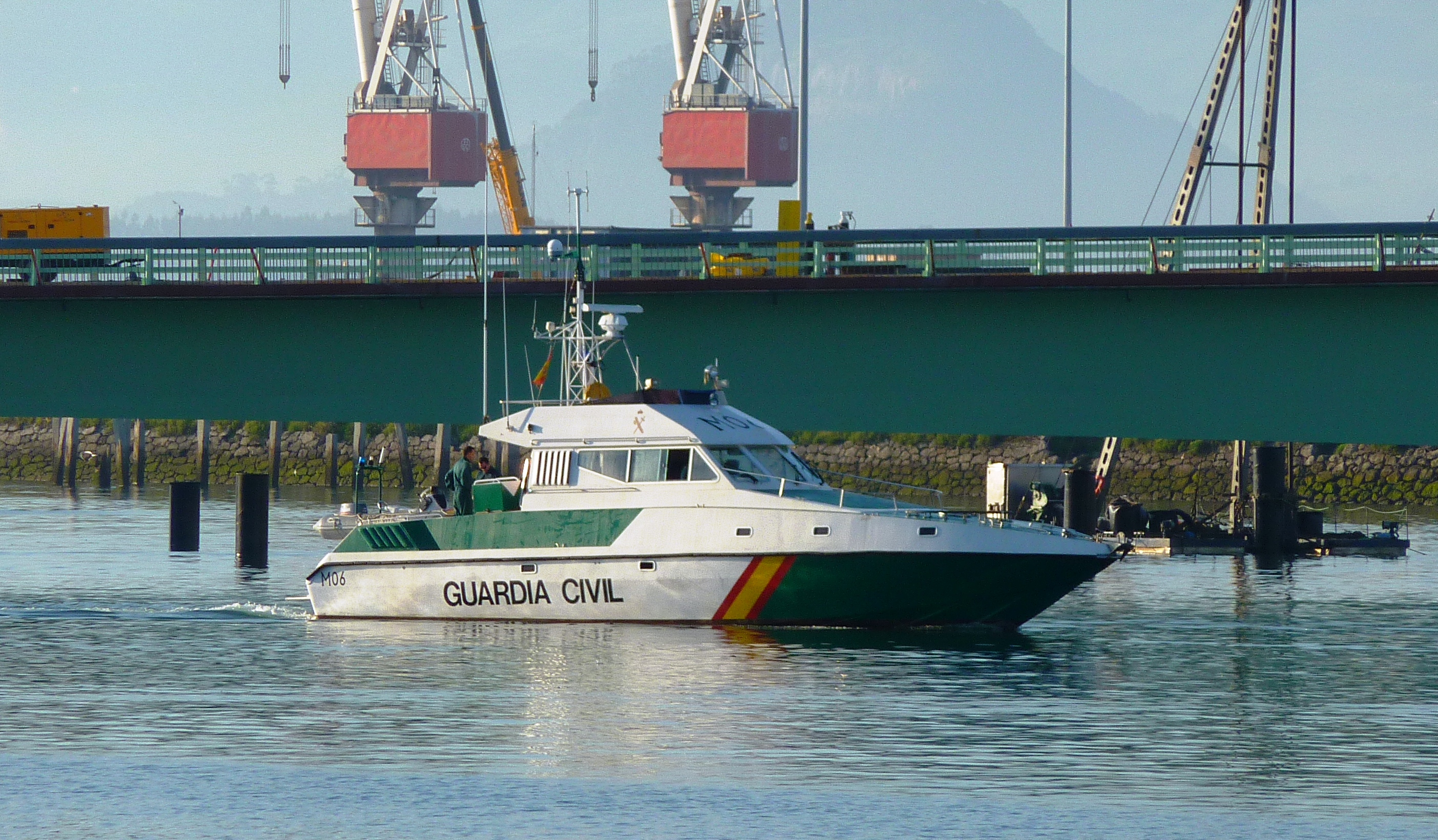
Patrullera clase Rodman-55M M06 saliendo de su base en el puerto de Santander.
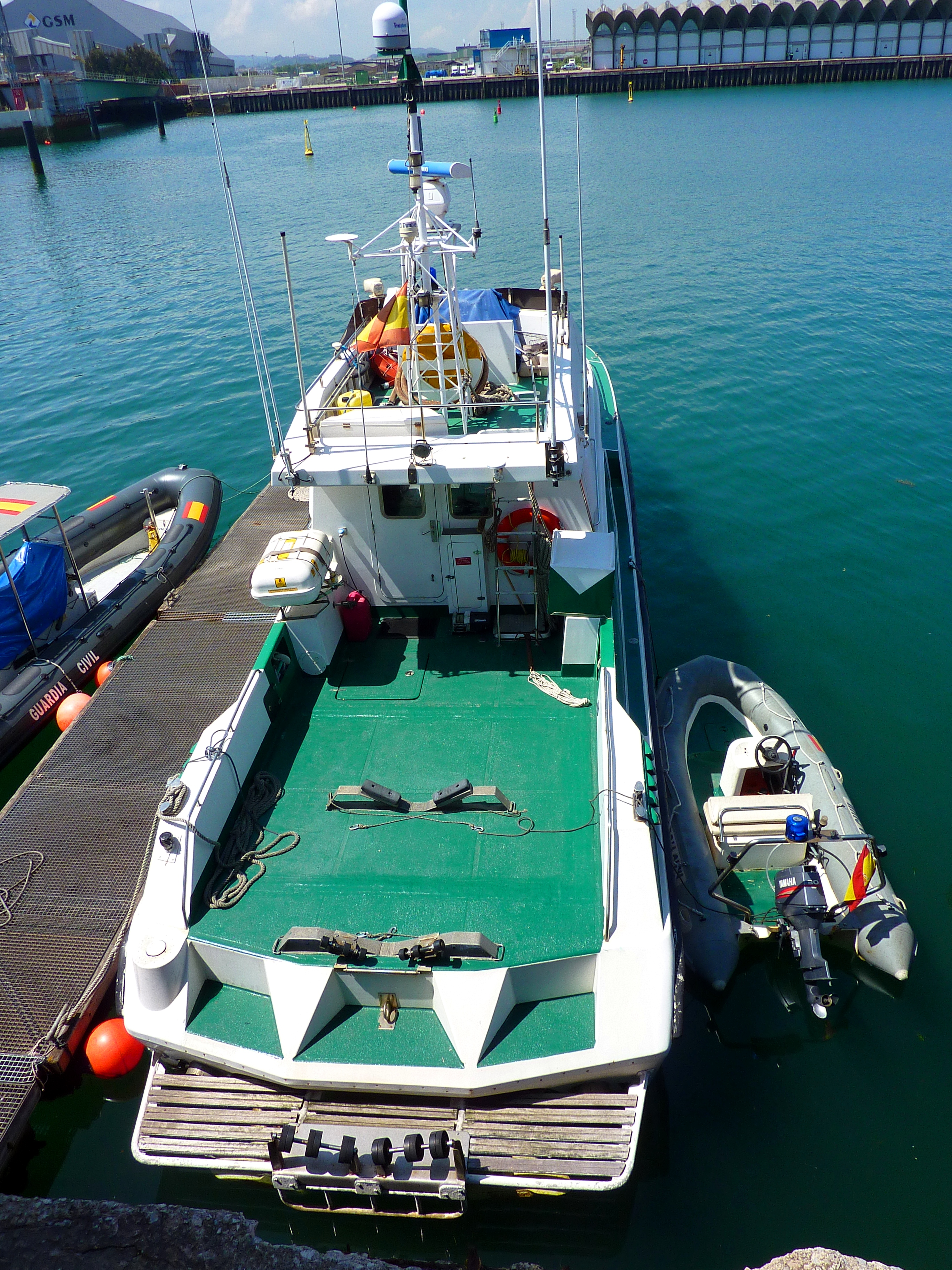
Vista por la popa con la lancha neumática en dotación desembarcada.
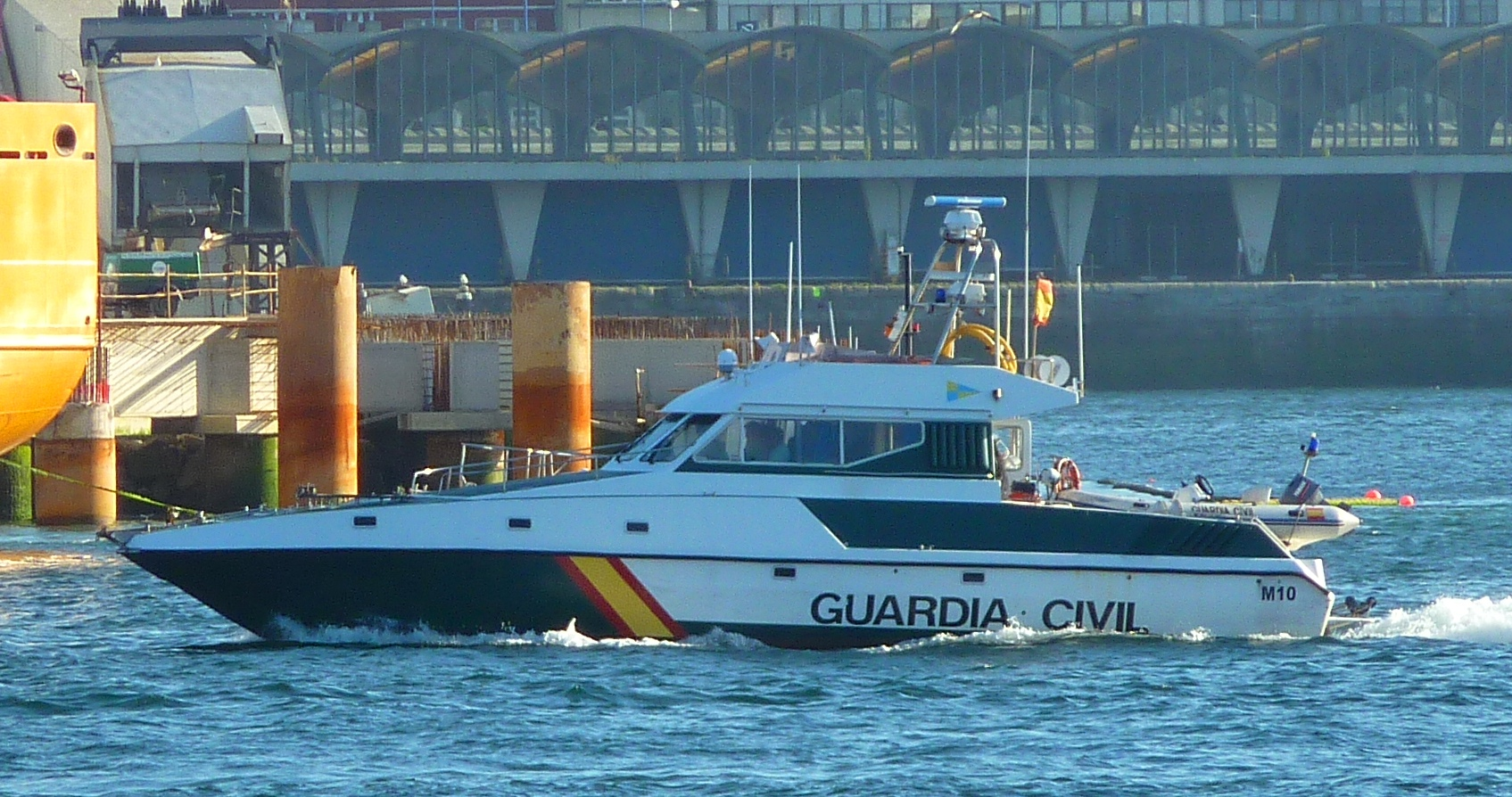
La M10 patrullando en aguas del puerto de La Coruña.

| Numeral | Código de llamada | Año de entrada en servicio | Año de baja | Base                                                    | Observaciones                                                                                            |
| ------- | ----------------- | -------------------------- | ----------- | ------------------------------------------------------- | --- |
| M01     | EB4628            | 1991                       | 2002        | −                                                       | Hundida en 2002 en el estrecho de Gibraltar                                                              |
| M02     | EB4634            | 1991                       |             | Huelva                                                  | |
| M03     | EB4637            | 1991                       |             | Valencia                                                | |
| M04     | EB4663            | 1991                       |             | Corralejo (Las Palmas)                                  | |
| M05     | EB4675            | 1991                       |             | Almería                                                 | |
| M06     | EB5386            | 1993                       | 2015        | Santander (Cantabria)                                   | |
| M07     | EB6596            | 1993                       | 2014        | Santander (Cantabria)                                   | En 1993 estuvo desplegada 6 meses en el Danubio para hacer cumplir el embargo contra Serbia y Montenegro |
| M08     | EB6625            | 1993                       | 2017        | Santurce (Vizcaya)                                      | Cedida a Guinea Bisáu                                                                                    |
| M09     | EB7796            | 1993                       | 2015        | Ceuta                                                   | |
| M10     | EB7867            | 1993                       | 2015        | La Coruña                                               | |
| M11     | EB7873            | 1993                       | 2007        | −                                                       | Basada en Motril (Granada) hasta su traspaso a Senegal en enero de 2007                                  |
| M12     | EB7994            | 1993                       |             | Algeciras (Cádiz)                                       | |
| M13     | EB2232            | 1996                       | 2016        | Vivero (Lugo)                                           | Cedida a Guinea Bisáu                                                                                    |
| M14     | EA2311            | 1996                       |             | Estación Naval de Portopí (Palma de Mallorca, Baleares) | |

#### Patrulleras clase Rodman-55HJCanarias
Dos unidades recibidas, costeadas por la Consejería de Agricultura, Ganadería, Pesca y Alimentación del Gobierno de Canarias. Sus características son: 17,40 metros de eslora, 3,80 de manga y 2,10 de calado. Potencia 2 × 1200 CV a 2300 RPM. Su desplazamiento es de 19,24 toneladas, y alcanza una velocidad máxima de 40 nudos. 

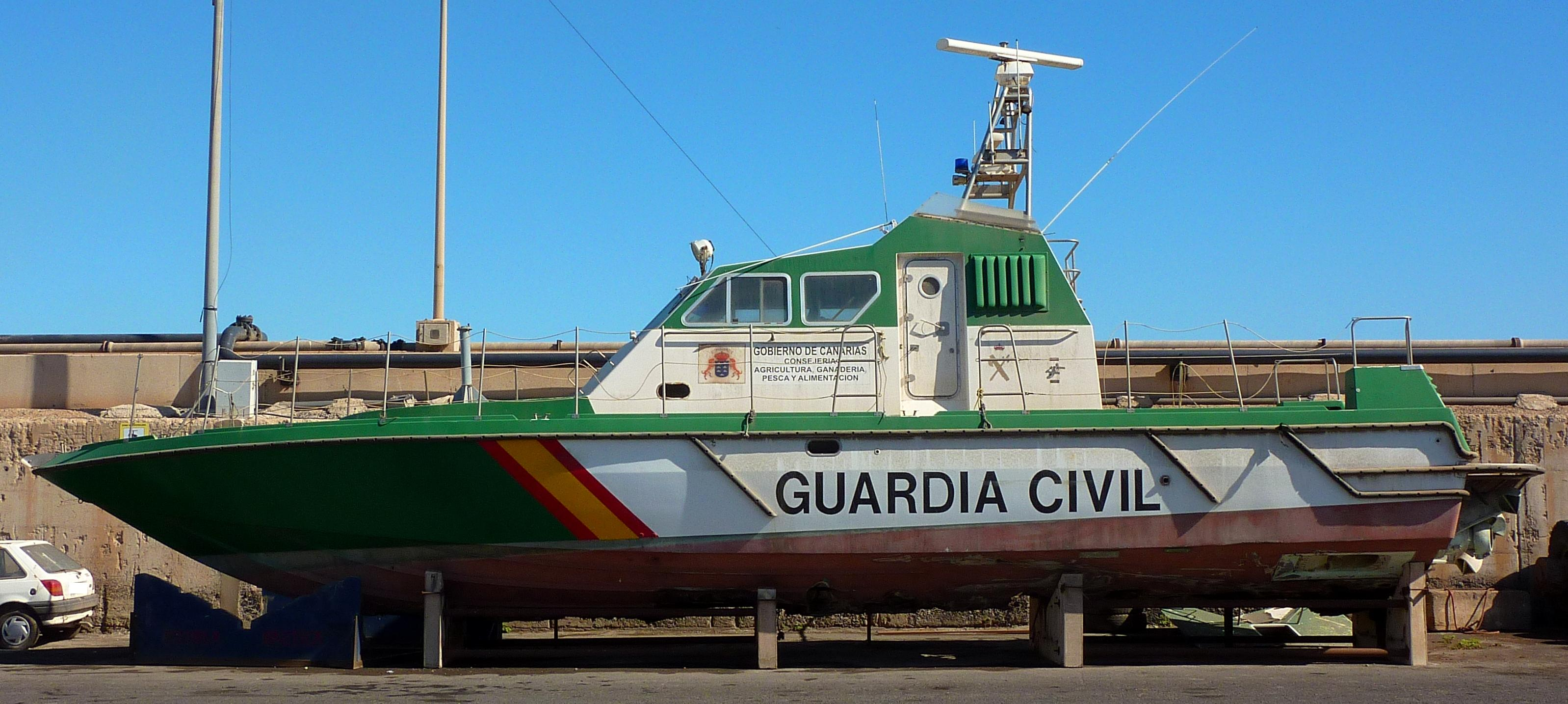
Patrullera clase Rodman-55HJ Canarias, Tinecheyde, M-15.
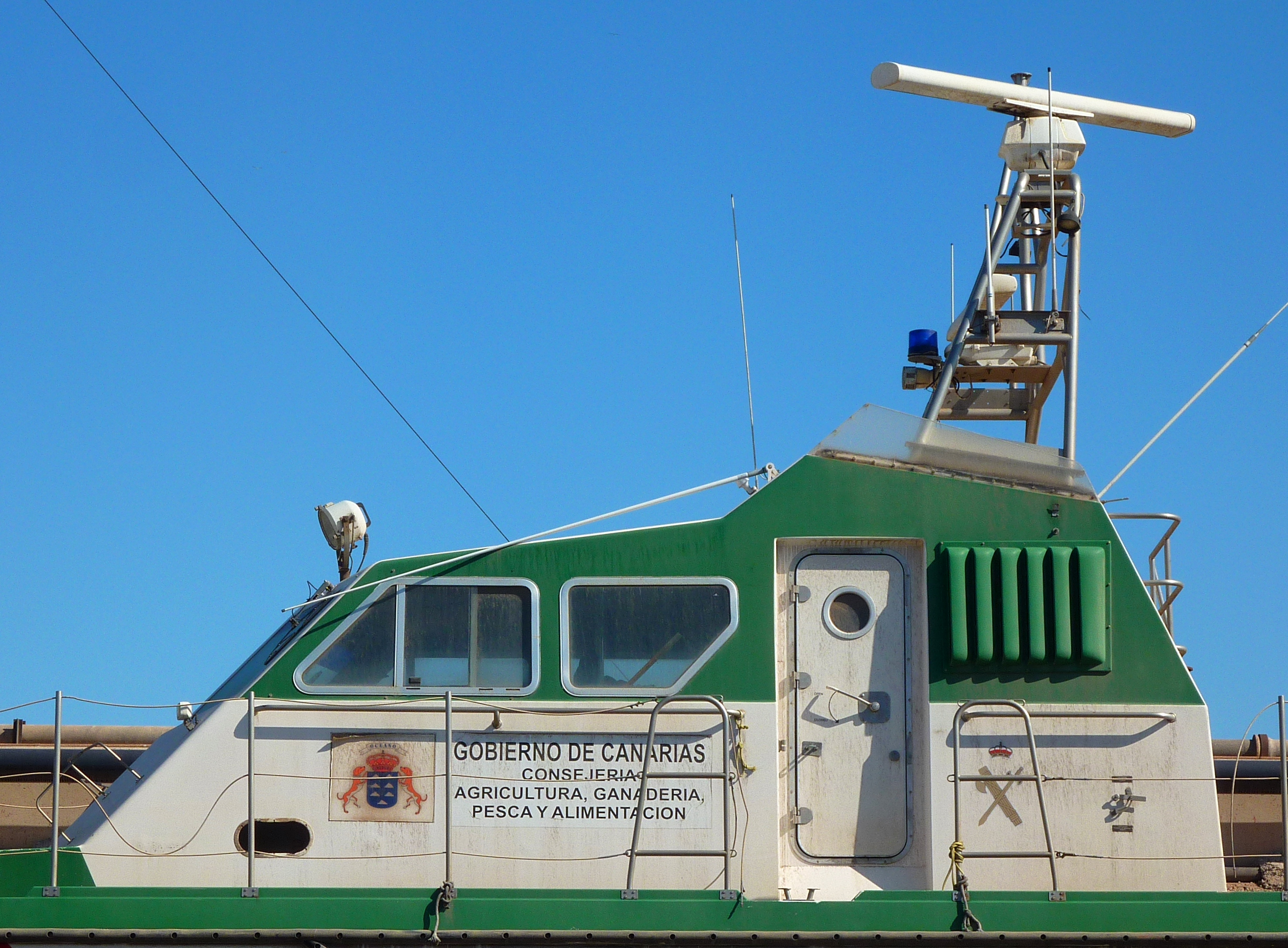
Detalle de la superestructura.
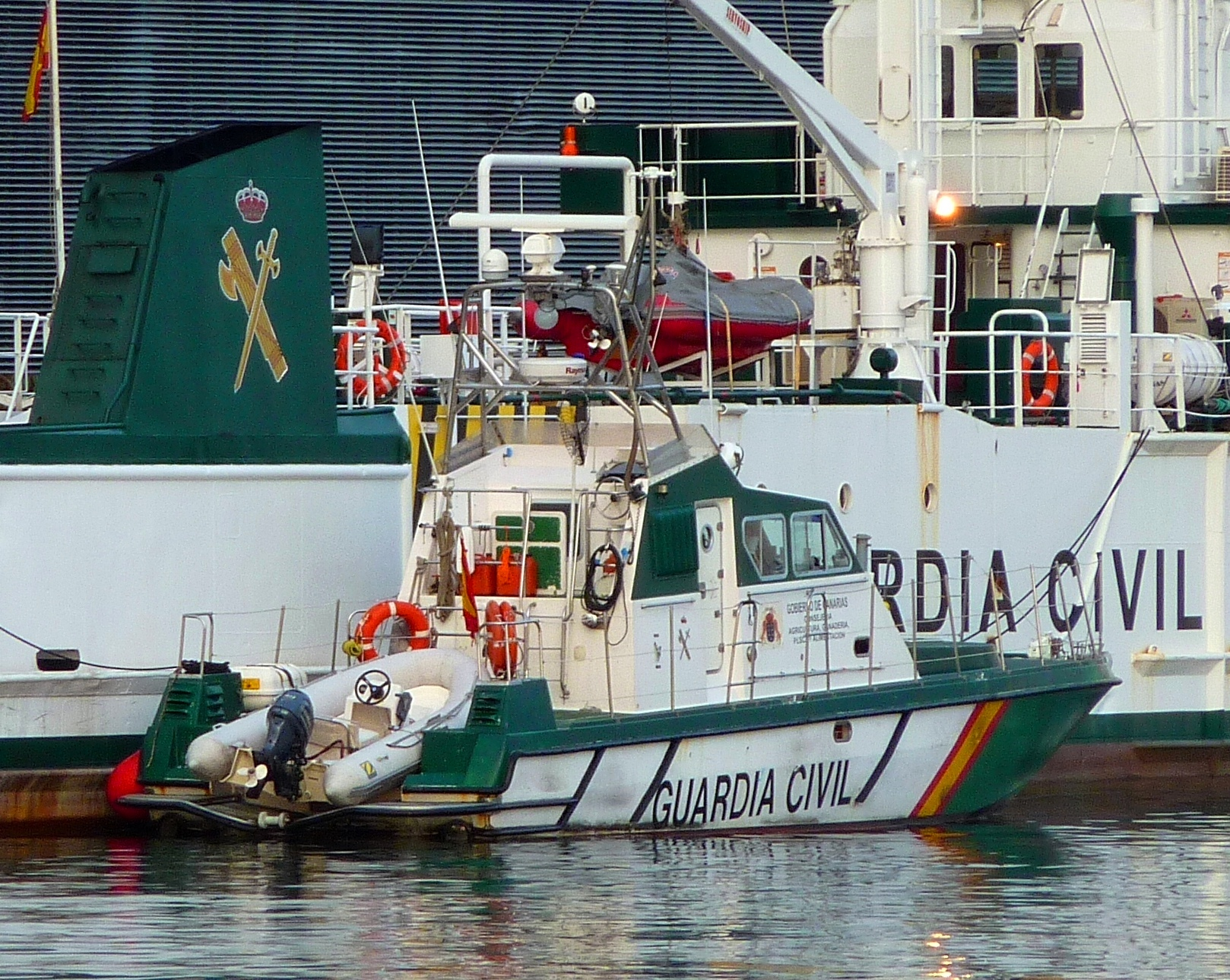
La Almirante Díaz Pimienta, M-16.
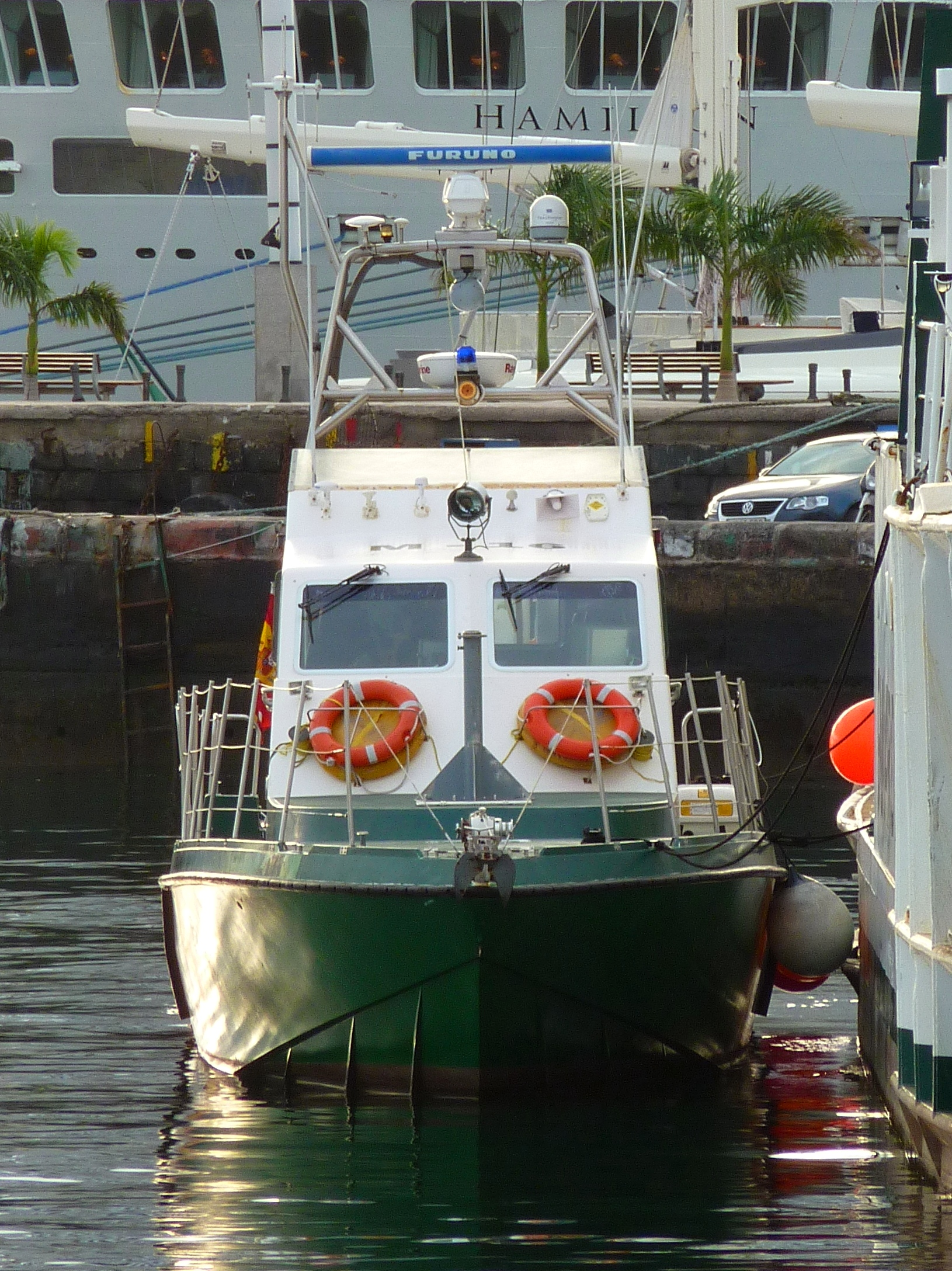
Vista por la proa.

| Numeral | Nombre                  | Código de llamada | Año de entrada en servicio | Año de baja | Base                               | Observaciones                                                                                      |
| ------- | ----------------------- | ----------------- | -------------------------- | ----------- | ---------------------------------- | -------------------------------------------------------------------------------------------------- |
| M-15    | Tinecheyde              | EB4712            | 1999                       | En servicio | Lanzarote / Corralejo (Las Palmas) | Cedida por la Consejería de Agricultura, Ganadería, Pesca y Alimentación del Gobierno de Canarias. |
| M-16    | Almirante Díaz Pimienta | EB4713            | 1999                       | 2020        | Las Palmas                         | Cedida por la Consejería de Agricultura, Ganadería, Pesca y Alimentación del Gobierno de Canarias. |

#### Patrulleras clase Rodman-55HJRío Arba
Hay 16 unidades en servicio de 17 adquiridas de estas patrulleras de alta velocidad, las más rápidas entre las de casco rígido de toda la flota del Servicio Marítimo con sus 50 nudos de velocidad punta, y que así mismo han sido adquiridas por el Servicio de Vigilancia Aduanera, en el que son conocidas también como clase Cormorán. Sus dimensiones son: 17,33 metros de eslora, 3,80 de manga y 2,10 de calado, con un desplazamiento de 20 toneladas, 2600 caballos de potencia y autonomía de 350 millas. 
La M18 Río Caudal resultó gravemente dañada el 21 de mayo de 2005 al ser embestida por una semirrígida de unos contrabandistas. El choque rompió el puente y la superestructura, aunque no causó heridos. Trasladada a Rodman para evaluar los daños, en un primer momento se pensó que habría que darla de baja, pero finalmente se consiguió repararla y regresó al servicio en julio de 2006. Por su parte la M28 Río Alfambra sufrió el 5 de febrero de 2011 un incendio en la sala de máquinas a 27 millas de la bahía de Palma, al comenzar a arder uno de los motores, incendio que se vio agravado por la alta combustibilidad del material con el que está fabricada la patrullera, fibra de vidrio, lo que hizo inútiles los intentos por sofocarlo de sus 4 tripulantes, que tuvieron que escapar en la lancha neumática de la propia embarcación, y acabó por provocar el hundimiento de la patrullera.

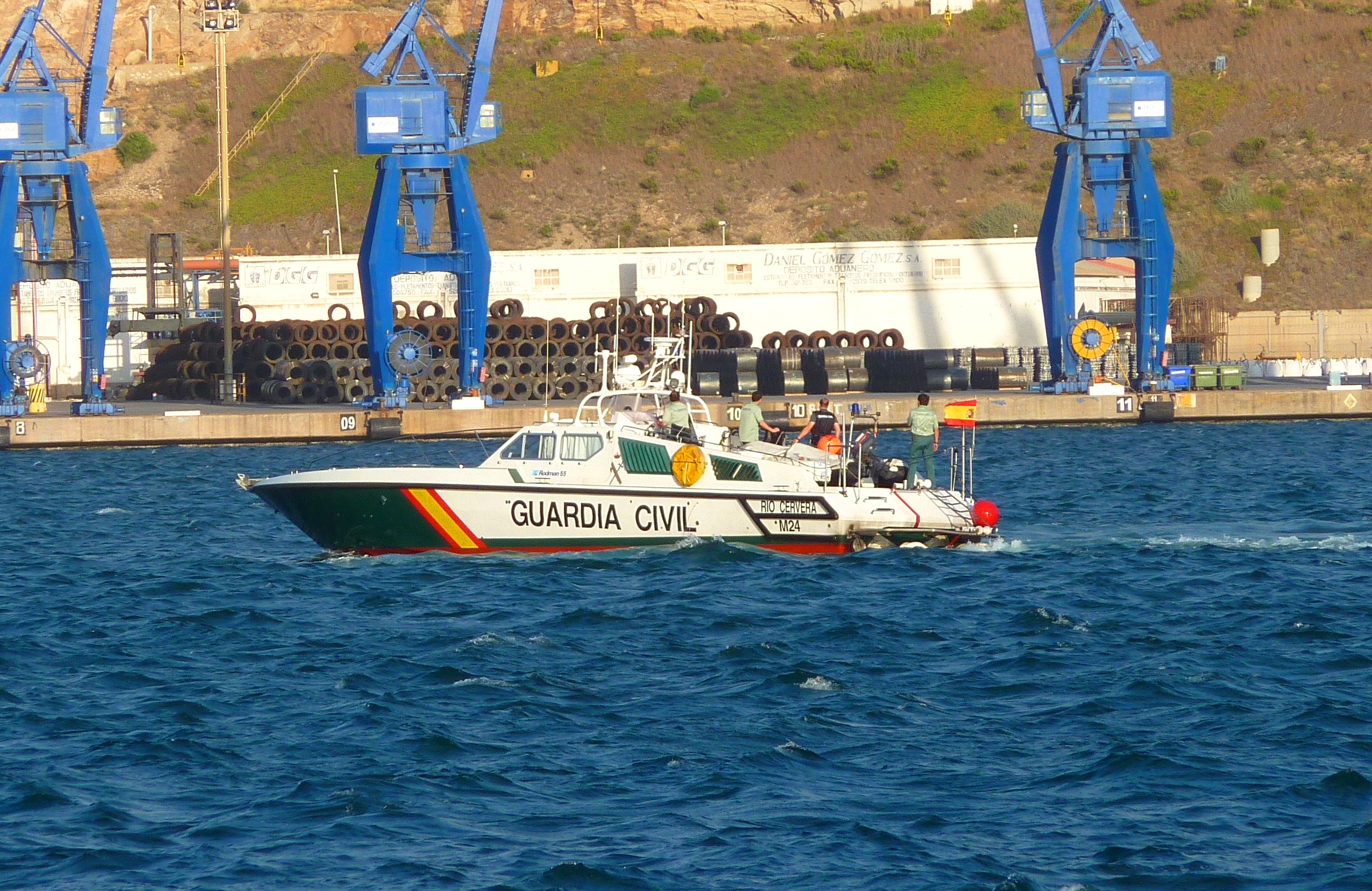
Patrullera clase Rodman-55HJ Río Cervera, M24, en su puerto base: Cartagena (Murcia).
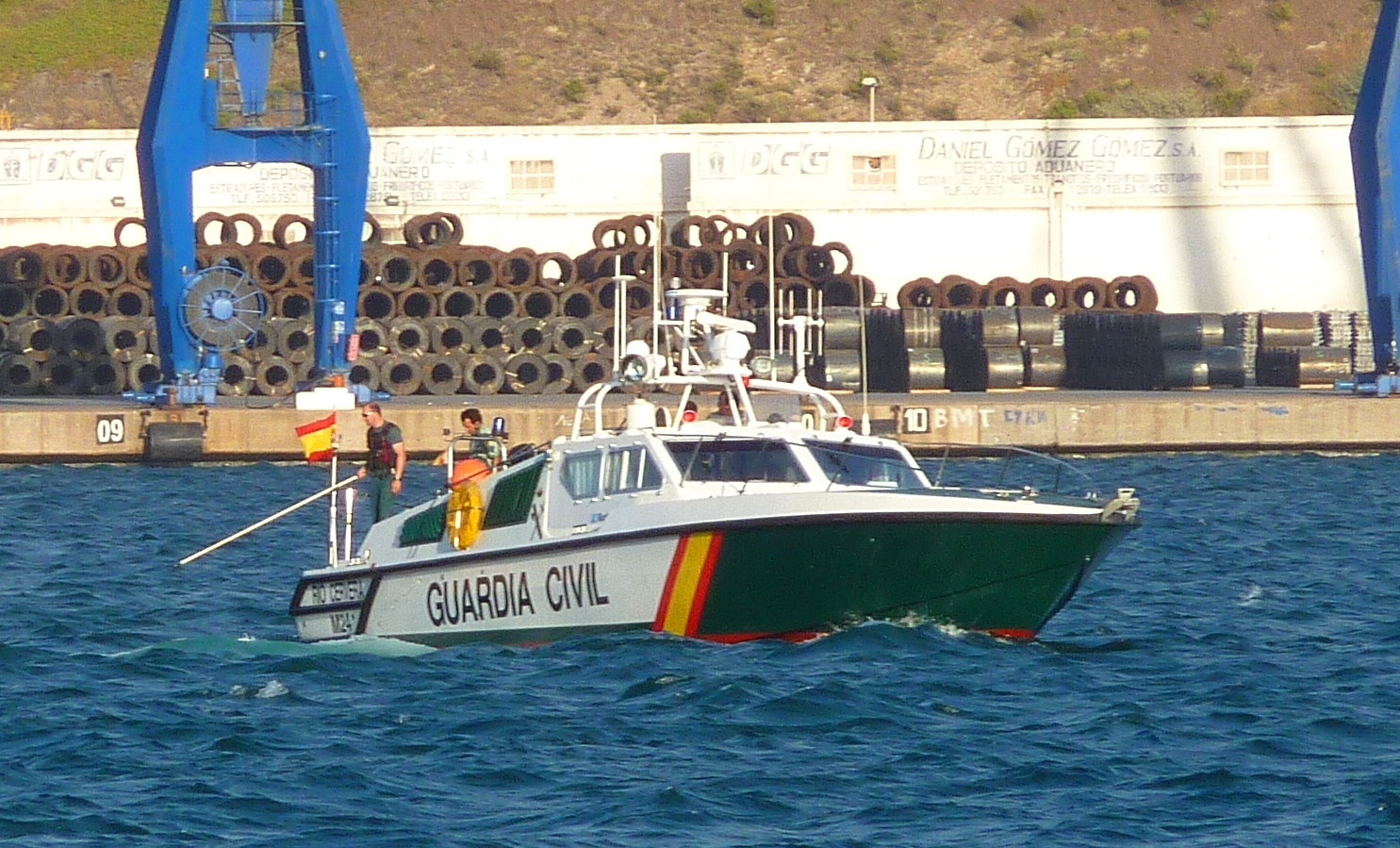
Vista por la amura de estribor.
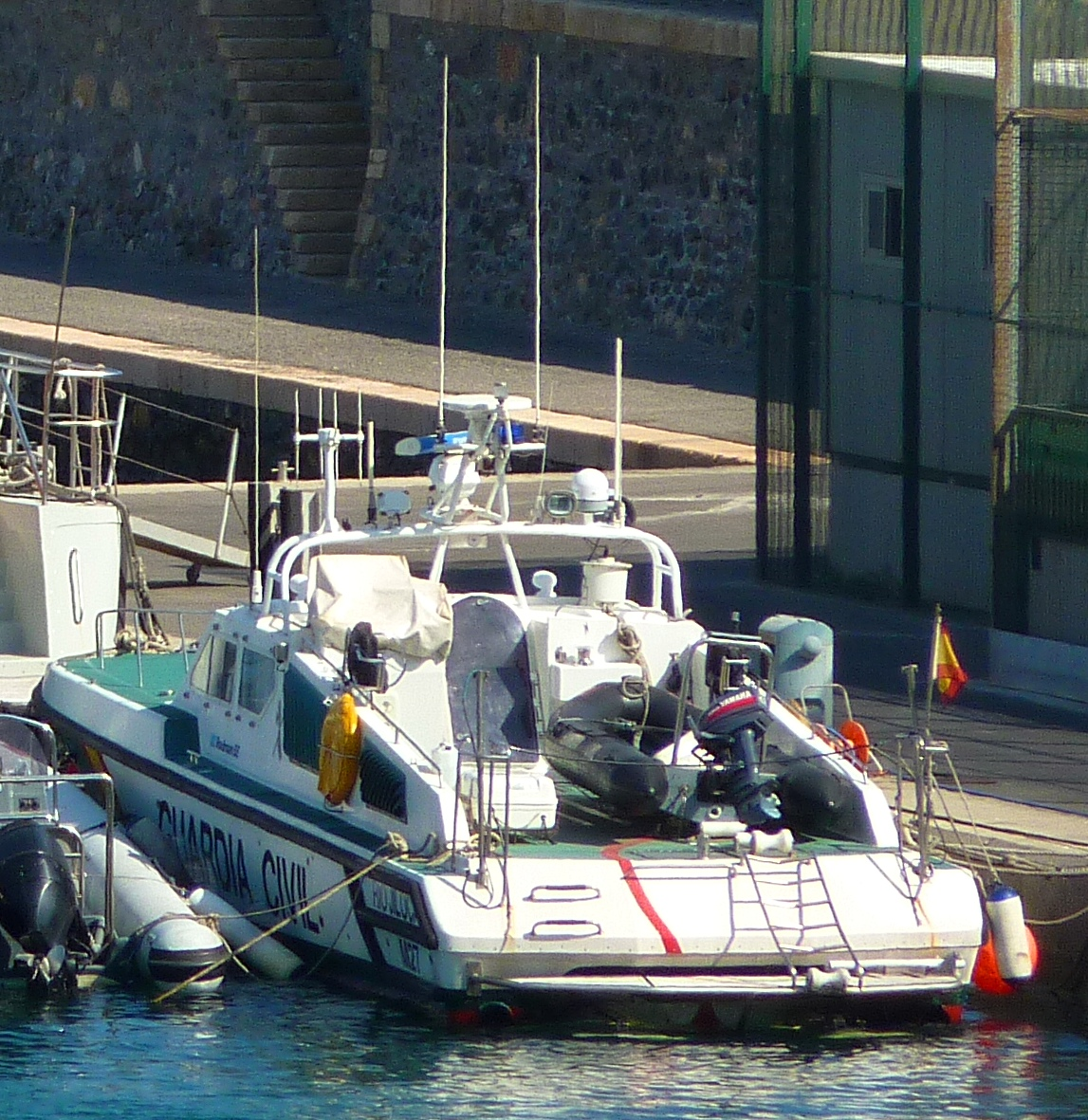
La Río Jiloca, M27, en su base del puerto de Almería.
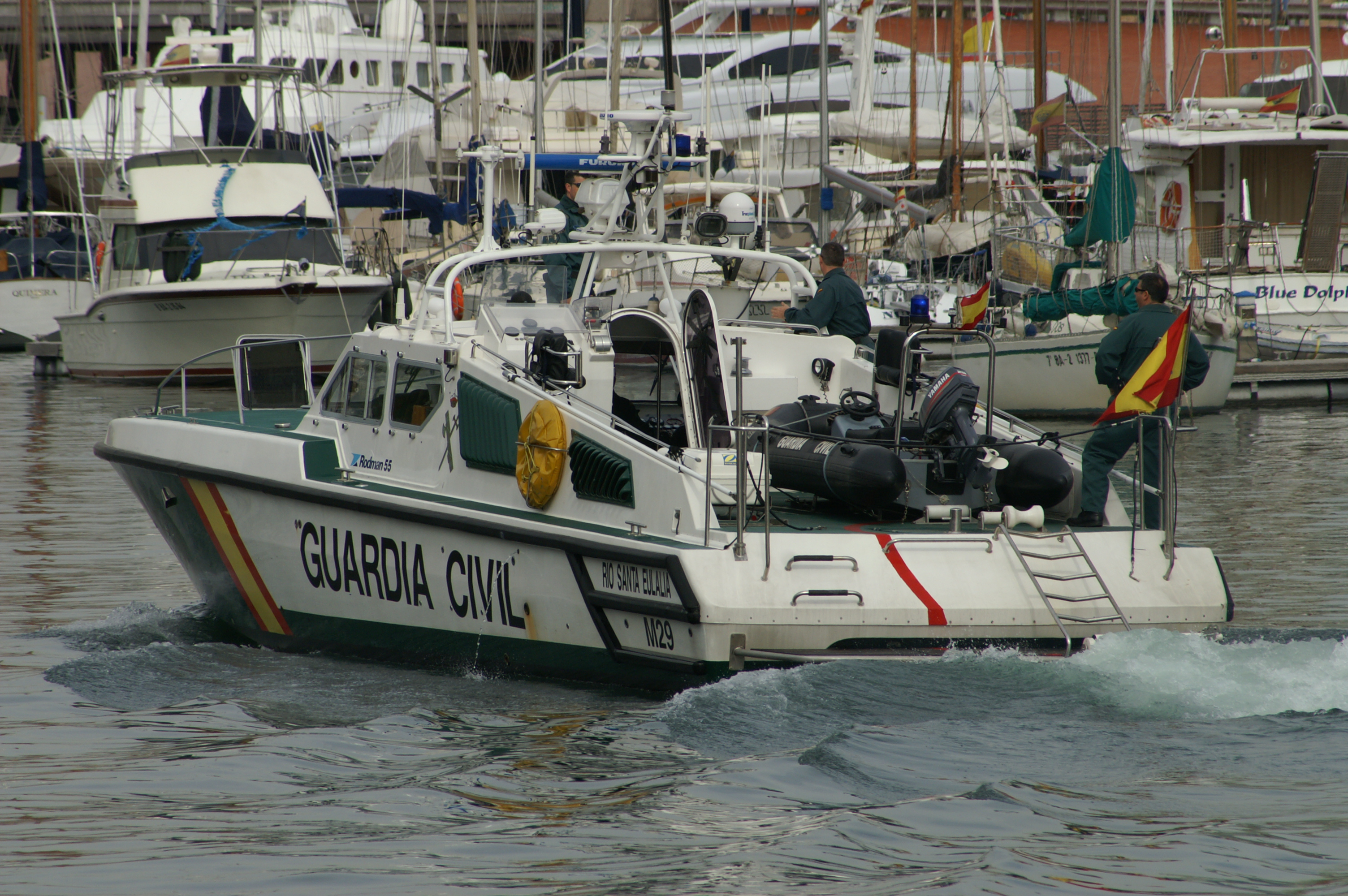
La Río Santa Eulalia, M29, en el puerto de Barcelona.

| Numeral | Nombre            | Código de llamada | Año de entrada en servicio | Año de baja | Base                               | Observaciones |  |
| ------- | ----------------- | ----------------- | -------------------------- | ----------- | ---------------------------------- | --- |  |
| M17     | Río Arba          |                   | 2003                       | En servicio | Benalmádena (Málaga)               | |  |
| M18     | Río Caudal        |                   | 2004                       | En servicio | Ceuta                              | Dañada el 21 de mayo de 2005 al ser embestida por una semirrígida de contrabandistas. Reparada y puesta de nuevo en servicio en julio de 2006.                       |  |
| M19     | Río Bernesga      |                   | 2004                       | En servicio | Estación Naval de Puntales (Cádiz) | |  |
| M20     | Río Martín        |                   | 2004                       | En servicio | Torredembarra (Tarragona)          | |  |
| M21     | Río Guadalobón    |                   | 2004                       | En servicio | Huelva                             | |  |
| M22     | Río Cedena        |                   | 2004                       | En servicio | Algeciras (Cádiz)                  | |  |
| M23     | Río Ladra         |                   | 2004                       | En servicio | Alicante                           | |  |
| M24     | Río Cervera       |                   | 2005                       | En servicio | Cartagena (Murcia)                 | |  |
| M25     | Río Júcar         |                   | 2005                       | En servicio | Valencia                           | |  |
| M26     | Río Gallo         |                   | 2005                       | En servicio | Málaga                             | Adscrita desde su puesta en servicio al S.M.P. de Tenerife, en 2011 fue trasladada e incorporada al catálogo del Servicio Marítimo Provincial de Málaga.             |  |
| M27     | Río Jiloca        |                   | 2005                       | En servicio | Almería                            | |  |
| M28     | Río Aragón        |                   | 2005                       | En servicio | Motril (Granada)                   | Numeral duplicado con la Río Alfambra |  |
| M28     | Río Alfambra      |                   | 2006                       | 2011        | −                                  | Numeral duplicado con la Río Aragón. Hundida tras sufrir un incendio en febrero de 2011. Estaba basada en la Estación Naval de Portopí (Palma de Mallorca, Baleares) |  |
| M29     | Río Santa Eulalia |                   | 2005                       | En servicio | Barcelona                          | |  |
| M30     | Río Ulla          |                   | 2005                       | En servicio | Estación Naval de Puntales (Cádiz) | Inicialmente destinada en La Escala (Gerona), fue trasladada a Cádiz en enero de 2008 en sustitución de la Río Guadalquivir                                          |  |
| M32     | Río Mijares       |                   | 2006                       | En servicio | Castellón de la Plana              | |  |
| M54     | Sa Costera        |                   | 2014                       | En servicio | Palma de Mallorca (Baleares)       | Sustituta de la M-28 Rio Alfambra al hundirse tras incendiarse en 2011                                                                                               |  |

#### Patrulleras clase INTERCEPTOR AISTER HS60
Se están adquiriendo en distintos contratos; el primero compuesto por dos unidades por valor de 4.598.000 euros entregadas en 2023, un segundo contrato se ha licitado por tres unidades y con un presupuesto de 7,5 millones de euros aproximadamente y el tercero por otras tres unidades y 7,5 millones de euros. Son construidas por el astillero vigués Aister Aluminium Shipyard. Sus características son 18 metros de eslora y 4 de manga, con dos motores diésel de 1.800 cv cada uno con propulsión por medio de dos hidrojets, pudiendo alcanzar una velocidad superior a 60 nudos. Cuentan con un equipamiento de: un radar de navegación, un sistema de comunicaciones por satélite o un proyector de luz con un alcance de 1.200 metros y estarán armadas con un lanzagranadas automático de 40 mm.
| Numeral | Nombre           | Código de llamada | Año de entrada en servicio | Año de baja | Base              | Observaciones |
| ------- | ---------------- | ----------------- | -------------------------- | ----------- | ----------------- | ------------- |
|         | Río Flumen       |                   | Feb-2023                   | En servicio | Algeciras (Cádiz) |               |
|         | Río Corneja      |                   | Ago-2023                   | En servicio | Huelva            |               |
|         | Río Iro          |                   | Ago-2024                   | En servicio | Cádiz             |               |
|         | Río Tietar       |                   | Dic-2024                   | En servicio | Algeciras         |               |
|         | Río Guadalmedina |                   | May-2025                   | En servicio | Málaga            |               |

#### Patrullera clase Rodman-58

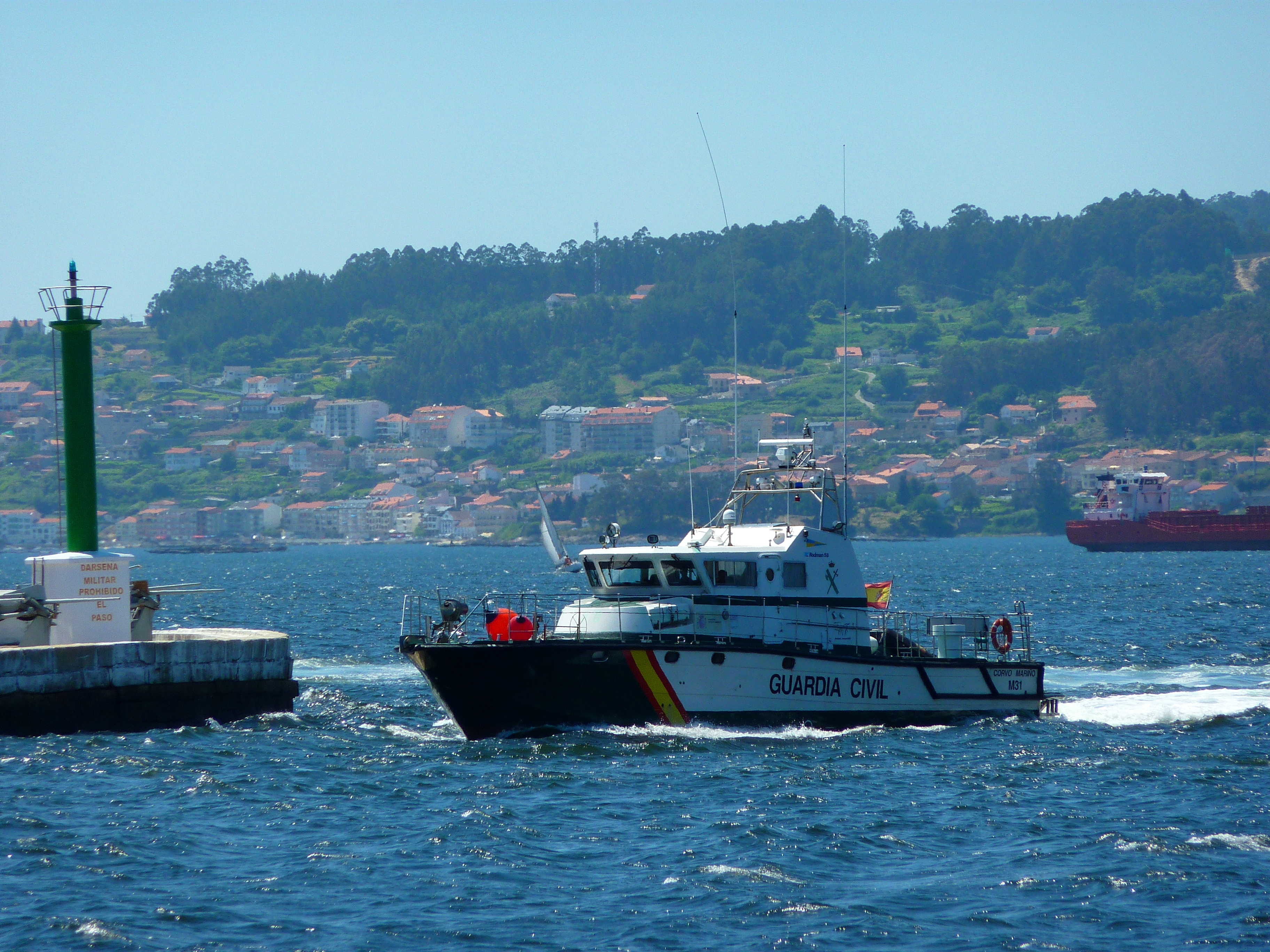
La Corvo Mariño regresando a la Base Naval de Marín.

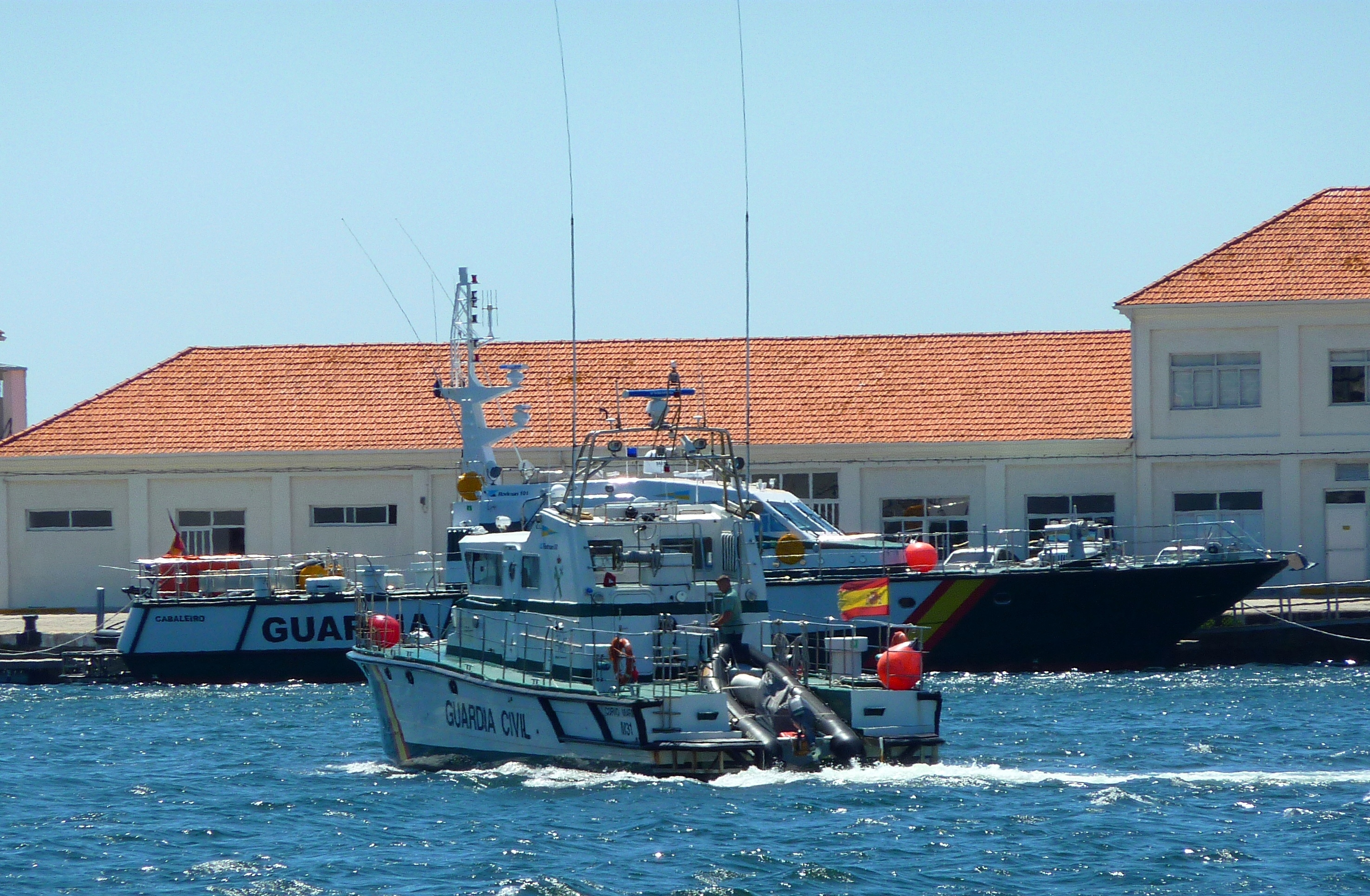
Maniobrando para abarloarse a la Cabaleiro, A19.

Una única patrullera. Basada en Marín (Pontevedra), está asignada al parque nacional de las Islas Atlánticas de Galicia. El Servicio de Guardacostas de Galicia tiene dos embarcaciones de esta clase, la Punta Festiñazo, I.P.600, basada en Mugía (La Coruña), y la Punta Roncadoira, I.P.601, basada en el puerto de Cillero, Vivero (Lugo). La Consejería de Agricultura, Pesca y Medio Ambiente de la Junta de Andalucía tiene otras dos, la Isla de Tarifa, basada en Cádiz, y la Punta Polacra (Almería), entregadas en 2005, mientras que otros dos ejemplares fueron vendidos a Yemen, entregados en 2006 y registrados OMS 1801 y OMS 1802.
| Numeral | Nombre       | Código de llamada | Año de entrada en servicio | Año de baja | Base               | Observaciones                                                  |
| ------- | ------------ | ----------------- | -------------------------- | ----------- | ------------------ | -------------------------------------------------------------- |
| M31     | Corvo Mariño |                   | 2006                       | En servicio | Marín (Pontevedra) | Asignada al parque nacional de las Islas Atlánticas de Galicia |

#### Patrulleras clase Rodman-66
11 ejemplares. Sus dimensiones son: 20,50 metros de eslora, 4,90 de manga y 1,40 de calado. Su desplazamiento es de 36 toneladas, alcanzando una velocidad máxima de 30 nudos y cuentan con una dotación de 16 tripulantes. Están construidas en poliéster reforzado con fibra de vidrio y pueden navegar entre 450 y 550 millas sin tocar puerto, siendo capaces de manejarse en temporales de hasta fuerza 6. Van equipadas con medios infrarrojos para visión nocturna, GPS y sistemas de comunicación vía satélite. Ocho unidades de esta clase fueron adquiridas por la Armada Española, que las emplea para instrucción de guardiamarinas en la Escuela Naval Militar de Marín, mientras que Gabón compró otras doce.
En 2021 se adjudicó al astillero Rodman un contrato valorado en 6.2 millones de euros para la fabricación de dos patrulleras medias. Su construcción ha supuesto un nuevo hito para el astillero, combinando casco y cubierta en aluminio con superestructura en PRFV, habiéndose designado como "nueva Rodman 66" con 22 metros de eslora total, 44 nudos de velocidad máxima en condiciones de aceptación y 46 nudos de velocidad máxima obtenida, La propulsión está formada por dos motores MAN de 1.400 CV cada uno y dos Waterjets Hamilton.

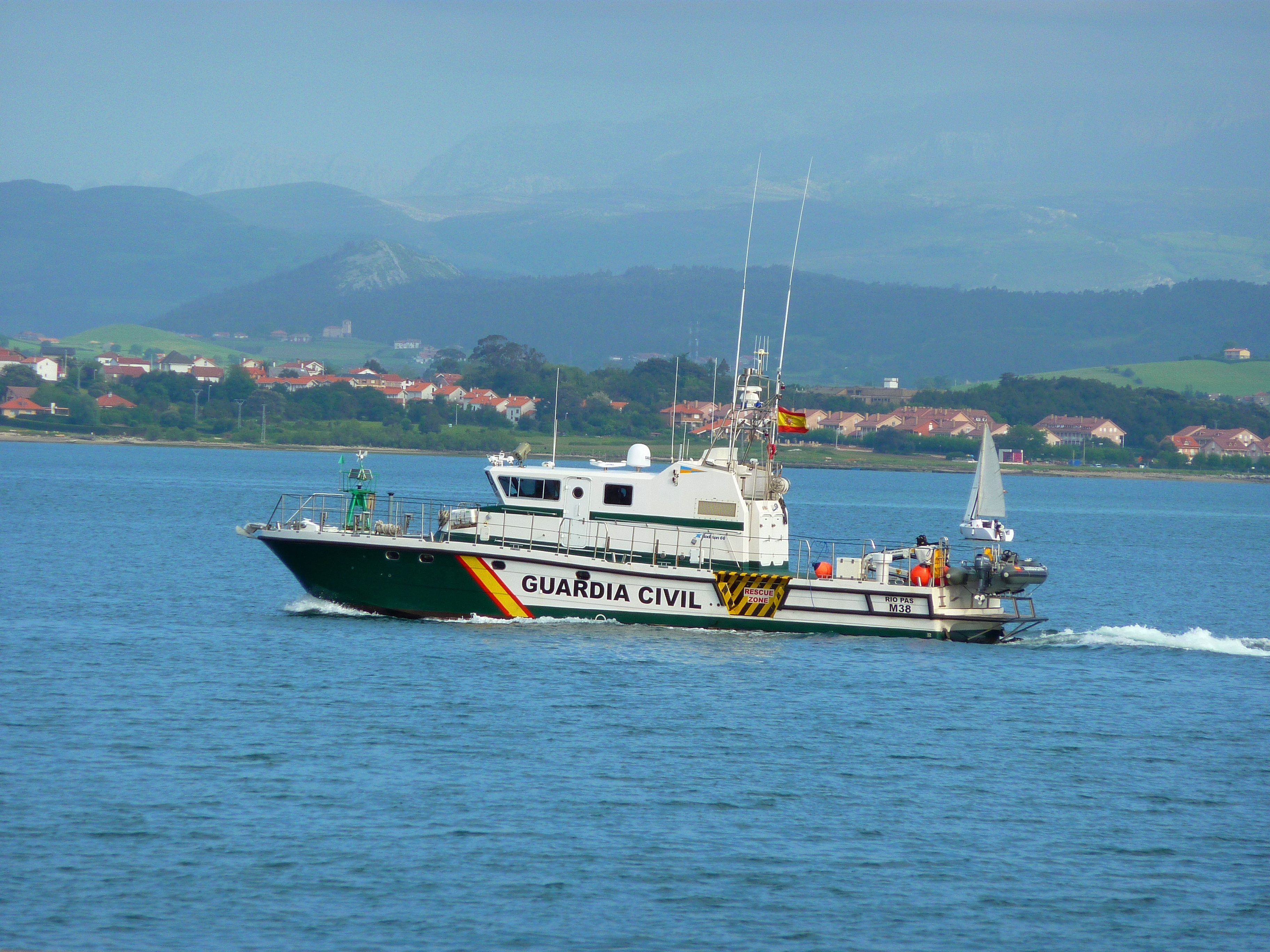
Patrullera clase Rodman-66 Río Pas, M38, navegando por la bahía de Santander.
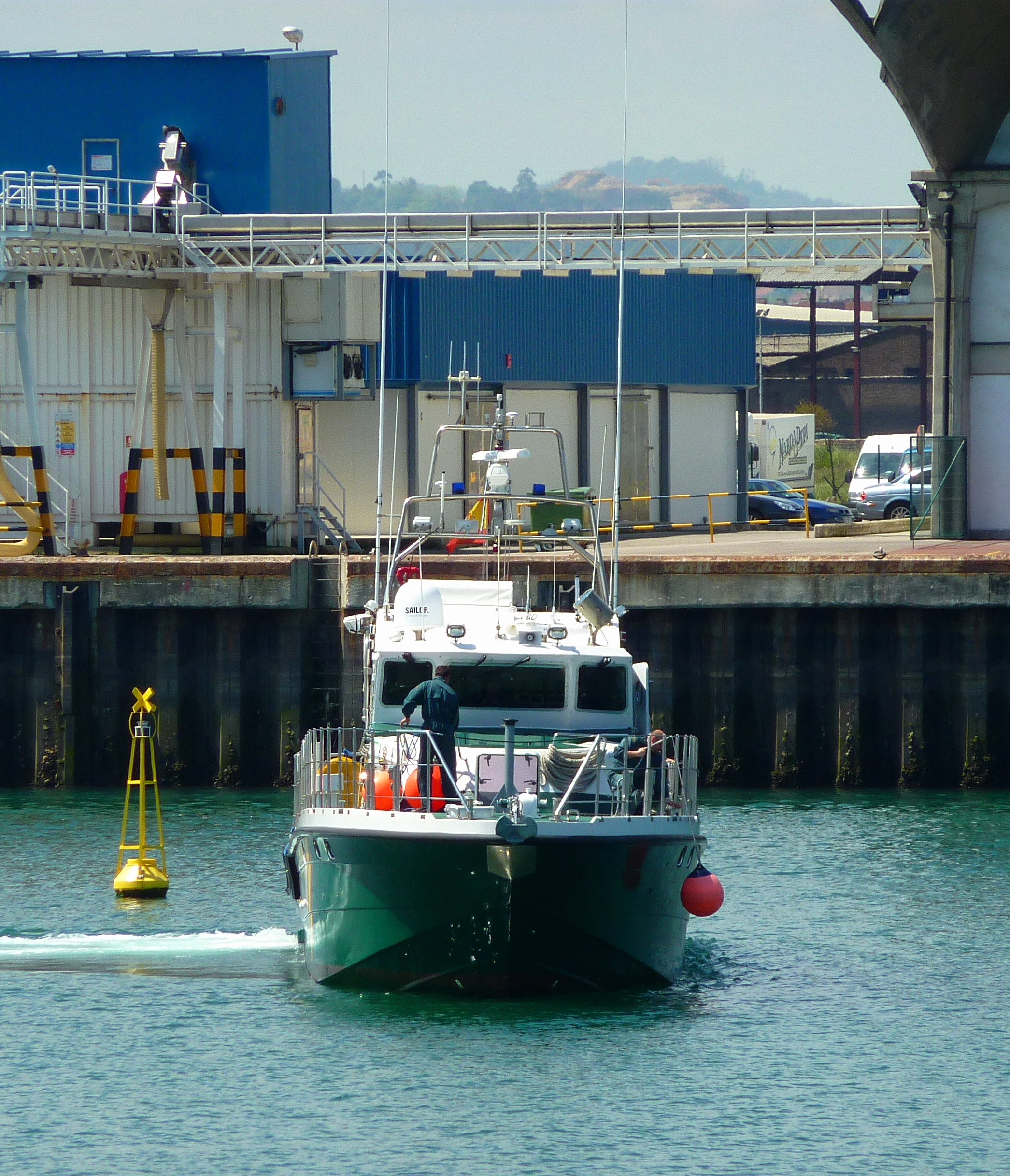
Vista por la proa.
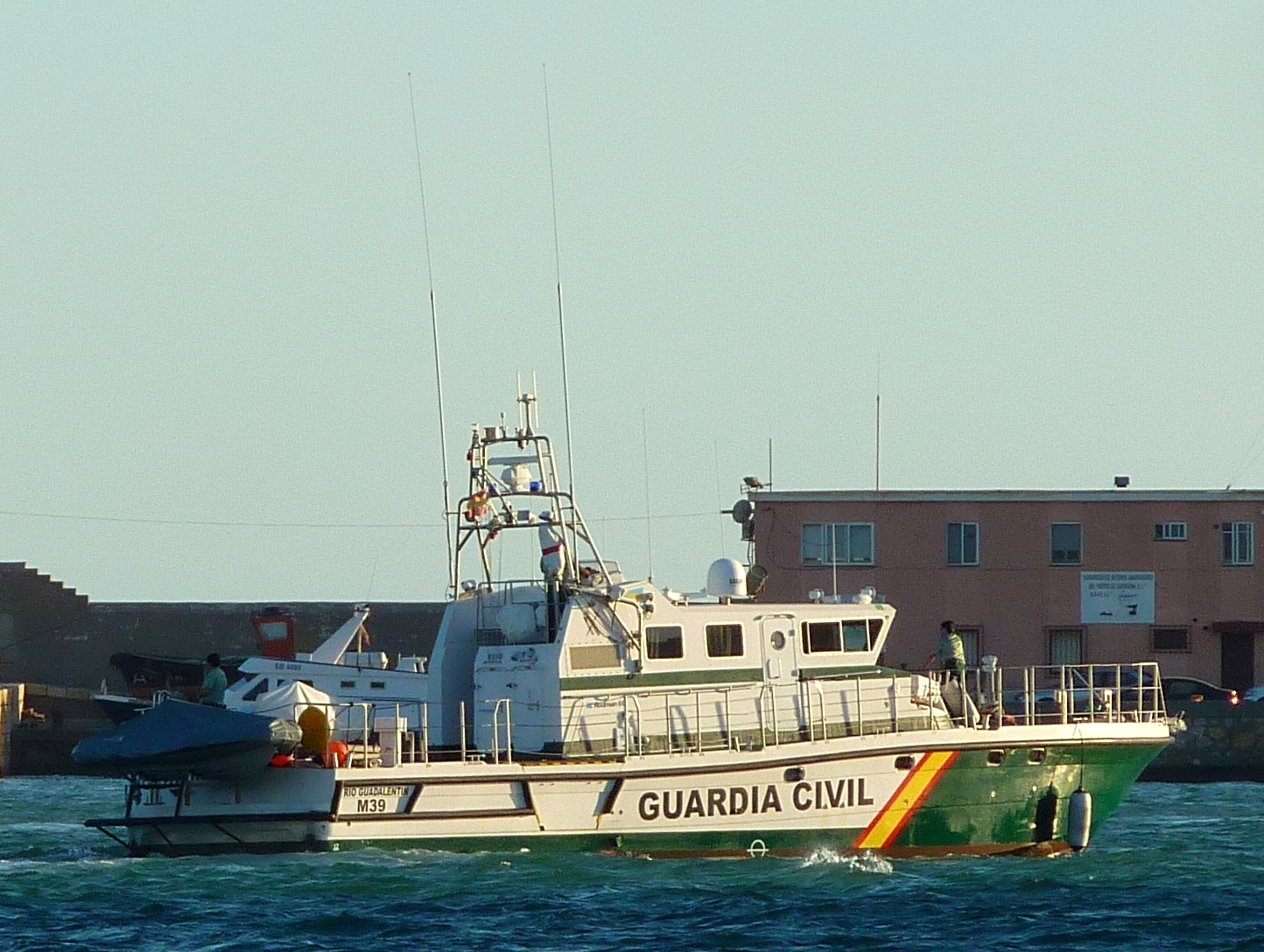
La Río Guadalentín, M39, saliendo de su base en el puerto de Cartagena (Murcia).
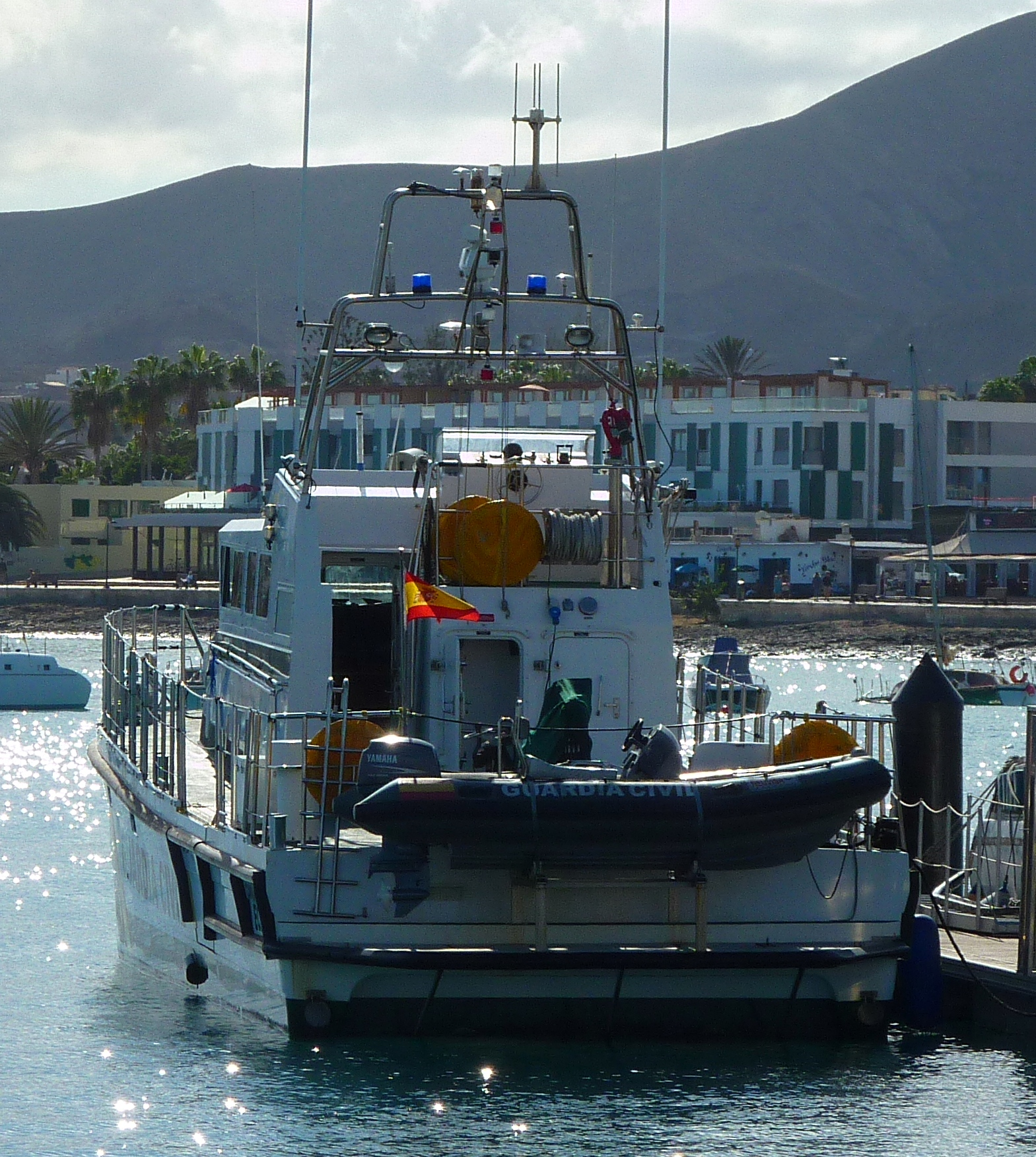
Vista por la aleta de babor de la Canal Bocayna.
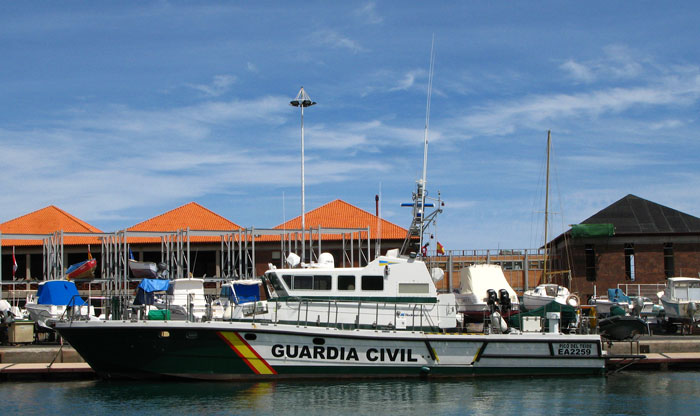
Patrullera Pico del Teide en una escala en La Gomera.

| Numeral | Nombre           | Código de llamada | Año de entrada en servicio | Año de baja | Base                                                    | Observaciones                                                                               |
| ------- | ---------------- | ----------------- | -------------------------- | ----------- | ------------------------------------------------------- | ------------------------------------------------------------------------------------------- |
| M38     | Río Pas          | EA2908            | 2008                       | En servicio | Santander (Cantabria)                                   |                                                                                             |
| M39     | Río Guadalentín  | EA4447            | 2008                       | En servicio | Cartagena (Murcia)                                      |                                                                                             |
|         | Pico del Teide   | EA2259            | 2008                       | En servicio | Santa Cruz de Tenerife                                  | Sustituta de la Río Palma, A05, encallada en 2008.                                          |
|         | Río Guadalquivir | EC2260            | 2008                       | En servicio | Barcelona                                               | Destinada inicialmente en Cádiz, donde fue sustituida en enero de 2008 por la Río Ulla, M30 |
|         | Canal Bocayna    | EC2315            | 2008                       | En servicio | Corralejo (Las Palmas)                                  |                                                                                             |
|         | Río Tordera      | EC2303            | 2008                       | En servicio | Barcelona                                               |                                                                                             |
| M43     | Río Ter          |                   | 2010                       | En servicio | Benalmádena (Málaga)                                    |                                                                                             |
| M44     | Río Genil        |                   | 2010                       | En servicio | Motril (Granada)                                        |                                                                                             |
| M45     | Río Gállego      |                   |                            | En servicio | Estación Naval de Portopí (Palma de Mallorca, Baleares) |                                                                                             |
| M46     | Río Nacimiento   |                   | 2010                       | En servicio | Almería                                                 |                                                                                             |
| M47     | Río Nansa        |                   | 2011                       | En servicio | Castellón de la Plana                                   |                                                                                             |
|         | Río Irati        |                   | 2023                       | En servicio | Cádiz                                                   | Nueva Patrullera Rodman 66                                                                  |
|         | Río Trueba       |                   | 2023                       | En servicio | Cantabria                                               | Nueva Patrullera Rodman 66                                                                  |

#### Patrulleras clase Alusafe 1500 Mk.II

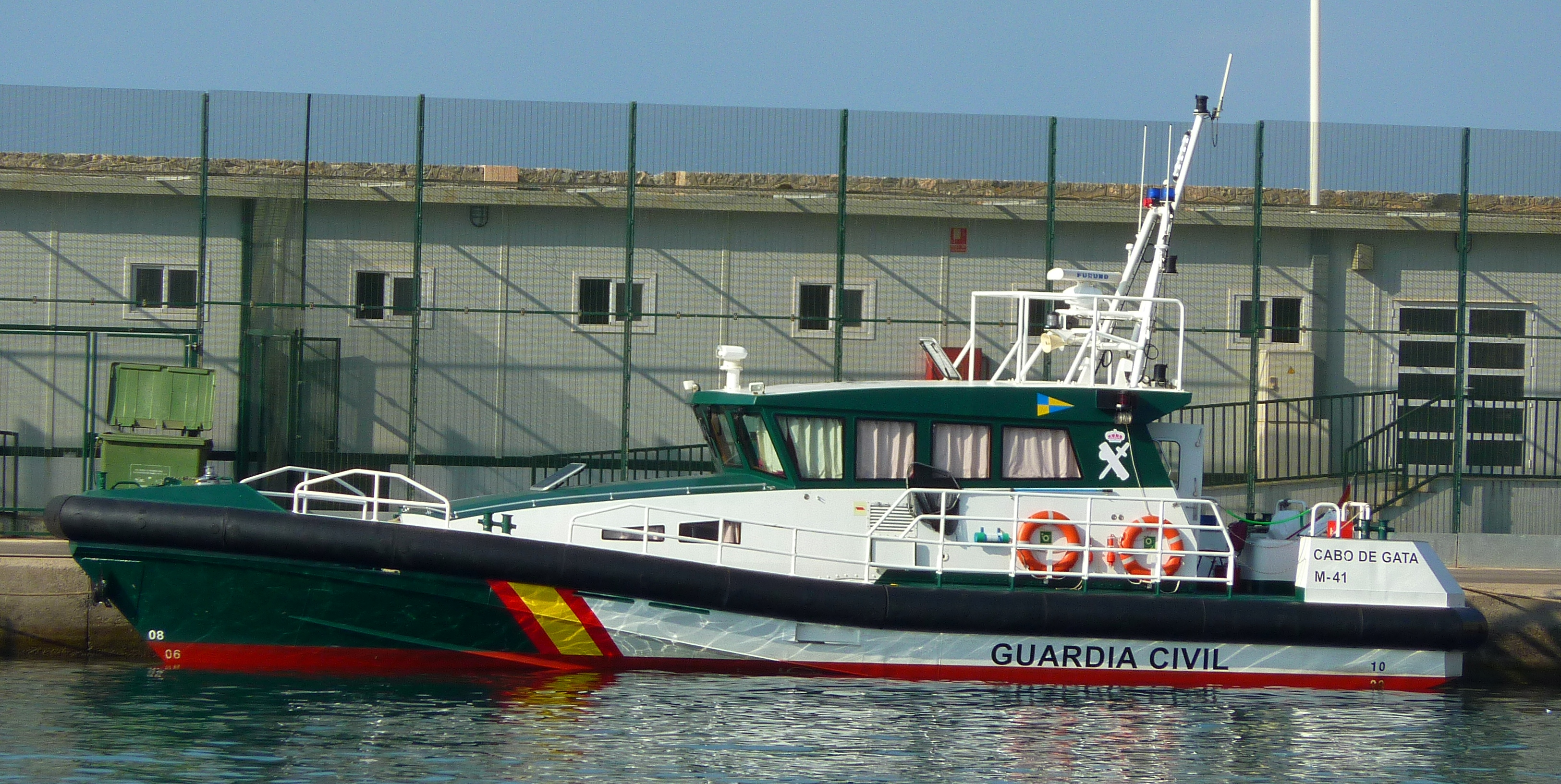
Patrullera clase Alusafe 1500 Mk.II Cabo de Gata, M-41, en la base del Servicio Marítimo del puerto de Almería.

Cuatro unidades recibidas. Sus características son: 15,65 metros de eslora, 4,48 de manga, 1,10 de puntal y 0,72 de calado. Su dotación es de tres tripulantes -un patrón y dos mecánicos-, alcanzando una velocidad máxima de 36 nudos. Han sido fabricadas por el astillero Auxiliar Naval del Principado, S.A. o AUX NAVAL, S.A., perteneciente al grupo Astilleros Armón, en Puerto de Vega, parroquia del concejo de Navia, Asturias. Su diseño se basa en el de las embarcaciones clase Salvamar (Alusafe 1500 y Alusafe 2000) de la Sociedad de Salvamento y Seguridad Marítima (SASEMAR), construidas por la propia Auxiliar Naval del Principado bajo licencia de la compañía Maritime Partner AS, de Ålesund, Noruega. Su casco es de aluminio y la superestructura de fibra. Los motores son dos MAN de 700 CV cada uno, que accionan dos propulsores por chorro (hidrojets) Hamilton 364, con un consumo de 150 litros de combustible a la hora. La autonomía es de 250 millas a una velocidad de crucero de 22 nudos. Su diseño y su bajo francobordo (38 centímetros) facilitan el trasbordo desde y hacia la embarcación, mientras que su también reducido calado, de 72 centímetros, le permite navegar en aguas de escasa profundidad. Están diseñadas para llevar a cabo misiones de vigilancia contra el narcotráfico y la inmigración ilegal además de para la protección del medio ambiente. Aparte de insumergibles son autoadrizables, es decir, en caso de poner la quilla al sol (vuelco), la nave debe dar la vuelta por sí sola. Van dotadas con un sistema de detección con un equipo integrado de radar, GPS y plóter. Su equipo de comunicaciones le permite enlazar con otras embarcaciones, centros terrestres, así como con aeronaves de salvamento. Cuenta con el sistema GMDSS (sigla en inglés de Global Maritime Distress Safety System, Sistema Mundial de Socorro y Seguridad Marítimos). Su coste unitario es de 875.000 €.
| Numeral | Nombre       | Código de llamada | Año de entrada en servicio | Año de baja | Base                | Observaciones |
| ------- | ------------ | ----------------- | -------------------------- | ----------- | ------------------- | ------------- |
| L-13    | Río Aller    |                   | 2008                       | En servicio | Gijón (Asturias)    | Ex M-40       |
| M-41    | Cabo de Gata |                   | 2008                       | En servicio | Almería             |               |
| M-42    | Río Tormes   |                   | 2008                       | En servicio | Algeciras (Cádiz)   |               |
| L-16    | Río Vero     |                   | 2016                       | En servicio | Pasajes (Guipúzcoa) |               |

#### Patrulleras clase Alusafe 2100

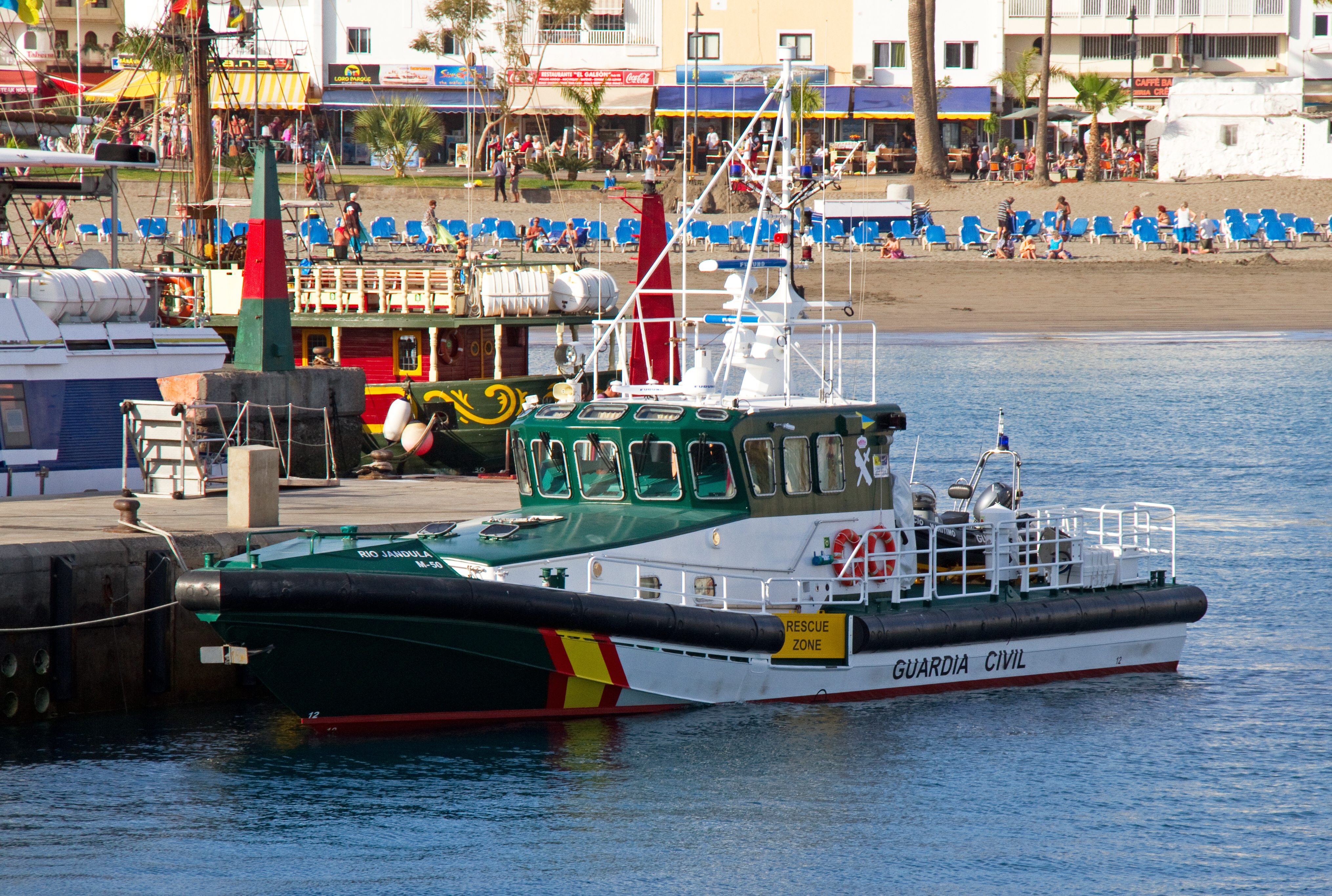
La Río Jándula atracada en Los Cristianos (Santa Cruz de Tenerife).

Versión de mayor tamaño de las Alusafe 1500 Mk.II, fabricadas igualmente por Auxiliar Naval del Principado. Se han adquirido un total de 8 unidades en distintas fases. Tienen una eslora de 21,19 metros, manga máxima de 5,50 metros, calado de 1 metro y puntal de 1,51 metros.
| Numeral | Nombre      | Código de llamada | Año de entrada en servicio | Año de baja | Base                       | Observaciones |
| ------- | ----------- | ----------------- | -------------------------- | ----------- | -------------------------- | ------------- |
| M-48    | Río Tambre  | EA9966            | 2011                       | En servicio | Las Palmas de Gran Canaria |               |
| M-49    | Río Órbigo  |                   | 2011                       | En servicio | Las Palmas de Gran Canaria |               |
| M-50    | Río Jándula | EC3028            | 2011                       | En servicio | Santa Cruz de Tenerife     |               |
| M-51    | Río Jallas  |                   | 2014                       | En servicio | La Coruña                  |               |
| M-52    | Río Saja    |                   | 2014                       | En servicio | Santander (Cantabria)      |               |
| M-53    | Río Navia   |                   | 2014                       | En servicio | Gijón (Asturias)           |               |
| M-57    | Río Lea     |                   | 2016                       | En servicio | Santurce (Vizcaya)         |               |
| M-58    | Río Sella   |                   | 2018                       | En servicio | Pasajes (Guipúzcoa)        |               |

#### Patrulleras clase Gondán-21
Fabricadas por Astilleros Gondán en sus instalaciones del Muelle de Vegadeo - Castropol (Asturias). Se encargaron dos unidades en verano de 2014 y la primera fue botada el 17 de abril del año siguiente. Posteriormente en 2018 se realiza un segundo contrato por otras tres unidades gemelas. Con una eslora de 20,5 metros y una manga de 5 metros, son construidas exclusivamente en fibra (PRFV). Desarrollan una potencia de 2200 caballos capaces de alcanzar una velocidad superior a 36 nudos impulsadas por hidrojets. Disponen de una autonomía de 700 millas náuticas.
| Numeral | Nombre          | Código de llamada | Año de entrada en servicio | Año de baja | Base                  | Observaciones |
| ------- | --------------- | ----------------- | -------------------------- | ----------- | --------------------- | --- |
| M-55    | Río Belelle     |                   | 2015                       | En servicio | Cádiz                 | Recibida el 30 de junio de 2015 |
| M-56    | Río Águeda      |                   | 2015                       | En servicio | Algeciras (Cádiz)     | Encallada en el río Guadalquivir en noviembre de 2022 tras sufrir un deslumbramiento con un puntero láser por parte de los ocupantes de una narcolancha a la que perseguía. |
| M-59    | Río Guadalhorce |                   | 2020                       | En servicio | Santander (Cantabria) | Recibida en marzo de 2020 |
| M-60    | Río Ésera       |                   | 2020                       | En servicio | Gijón (Asturias)      | Recibida en mayo de 2020 |
| M-61    | Río Oja         |                   | 2020                       | En servicio | Alicante              | Recibida el 13 de agosto de 2020 |

### Patrulleras de altura

#### Patrullera clase Bazán IVP
Una sola unidad recibida. Sus dimensiones eran de 22,20 metros de eslora, 5,99 de manga y 1,80 de calado. Su desplazamiento era de 81,8 toneladas, y su velocidad de 20 nudos. Ex Seriola Primero y Bazán-312, en 2003 se le alargó el casco para facilitar la operación desde ella de una lancha semirrígida (o RHIB, sigla en inglés
de rigid-hulled inflatable boat, embarcación inflable de casco rígido). Entre 2016 y 2018 fue desprovista de todos sus sistemas y posteriormente desguazada.
| Numeral | Nombre | Código de llamada | Año de entrada en servicio | Año de baja | Base              | Observaciones |
| ------- | ------ | ----------------- | -------------------------- | ----------- | ----------------- | ------------- |
| A01     | Salema | EA3981            | 1999                       | 2018        | Algeciras (Cádiz) |               |

#### Patrulleras clase Rodman-82

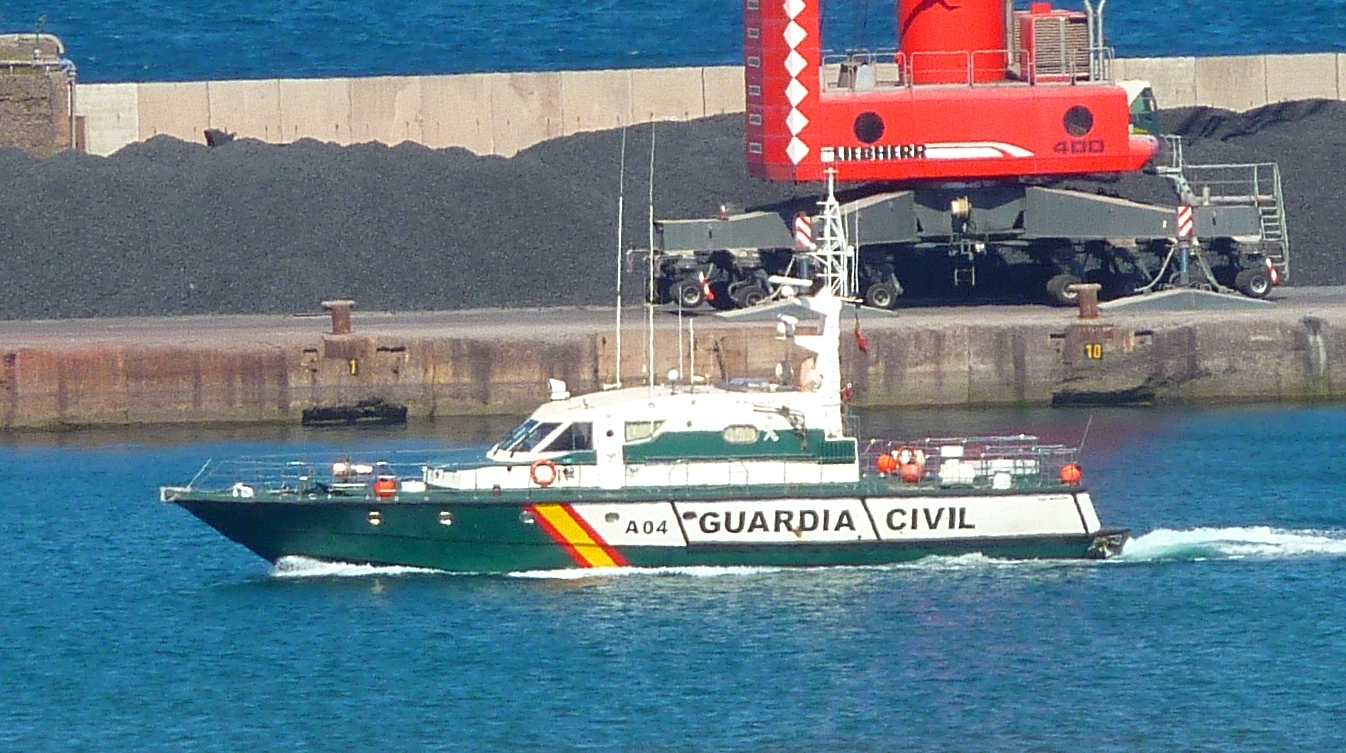
Patrullera Río Nalón, A04, entrando en su base del puerto del Musel (Gijón).

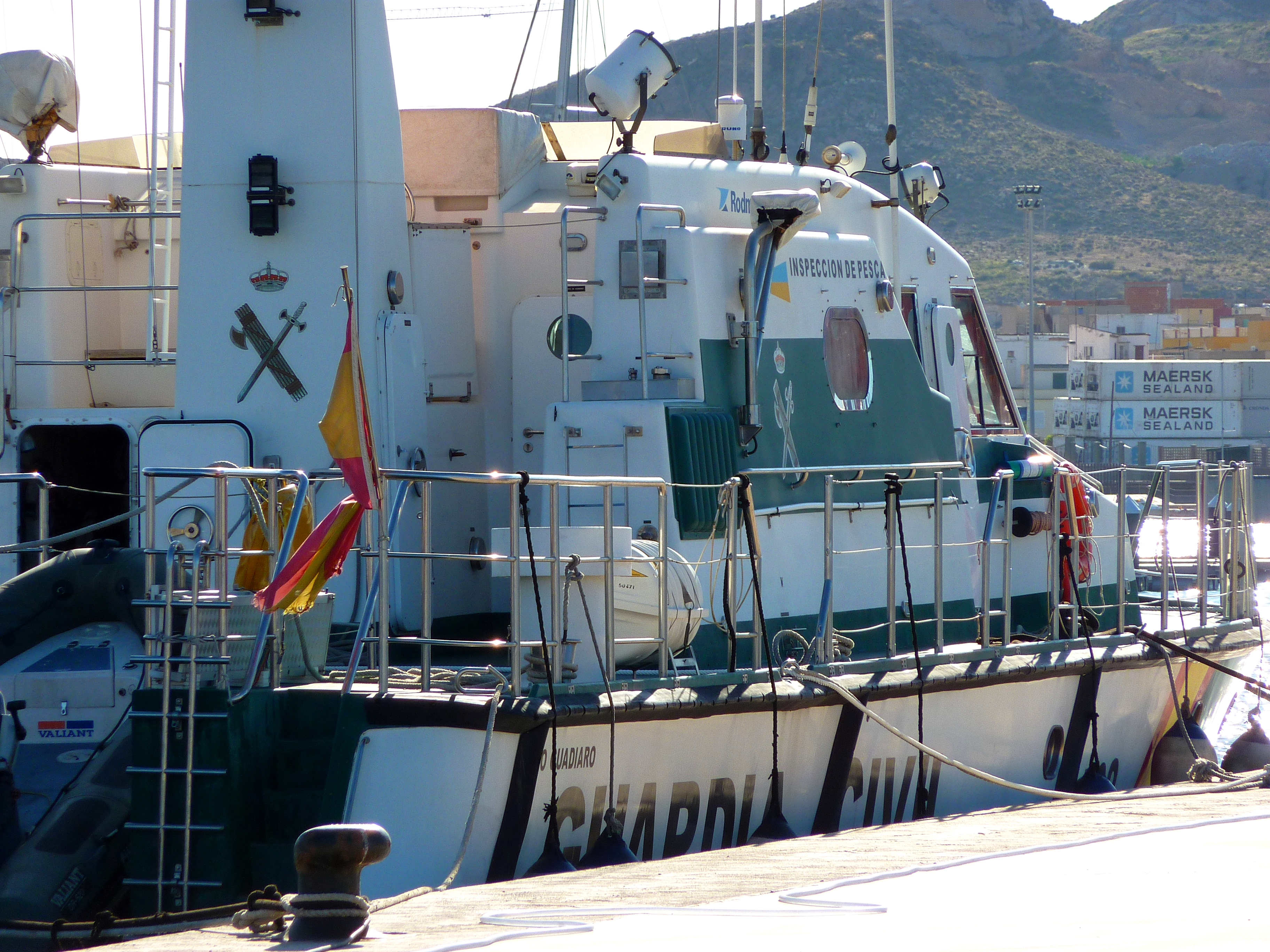
La Río Guadiaro, A02.

Tres unidades.
| Numeral | Nombre       | Código de llamada | Año de entrada en servicio | Año de baja | Base                  | Observaciones                                                     |
| ------- | ------------ | ----------------- | -------------------------- | ----------- | --------------------- | ----------------------------------------------------------------- |
| A02     | Río Guadiaro | EA5339            | 2001                       | 2023        | Alicante              | Ex Seriola, A-01 // Cedida a la Gendarmería de Mauritania en 2023 |
| A03     | Río Pisuerga | EA5444            | 2001                       | 2023        | Santander (Cantabria) | Accidentada en 2009 durante una persecución                       |
| A04     | Río Nalón    | EA5447            | 2001                       | 2019        | Gijón (Asturias)      | Ex Río Navia                                                      |

#### Patrulleras clase Rodman-101
Quince unidades adquiridas, siendo su coste unitario de 4 millones de €. Son usadas también por el Servicio de Vigilancia Aduanera, en el que son conocidas como clase Gerifalte (11 patrulleras), mientras que la Marina Real Marroquí adquirió 10, al igual que el Gobierno de Filipinas, Nicaragua cuatro, tres Surinam, otras tantas Omán, dos Camerún (Jabanne y Akwayafe) y una el Servicio de Guardacostas de Galicia (Paio Gómez Chariño, IP-700).
La Río Duero, A15, estuvo destacada en Mauritania durante largo tiempo, tras lo cual que pasar 11 meses en Puerto Naos  (Arrecife (Las Palmas)) para ser reparada de los graves daños estructurales sufridos durante esa misión y luego una revisión de motores en Santa Cruz de Tenerife, habiendo estado a punto de hundirse cuando regresaba a Fuerteventura a causa de una vía de agua.

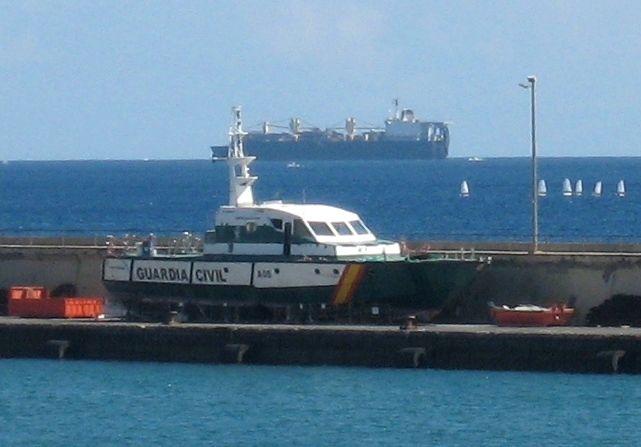
Patrullera Río Palma, A05, en el Puerto de Santa Cruz de Tenerife poco después de su accidente.
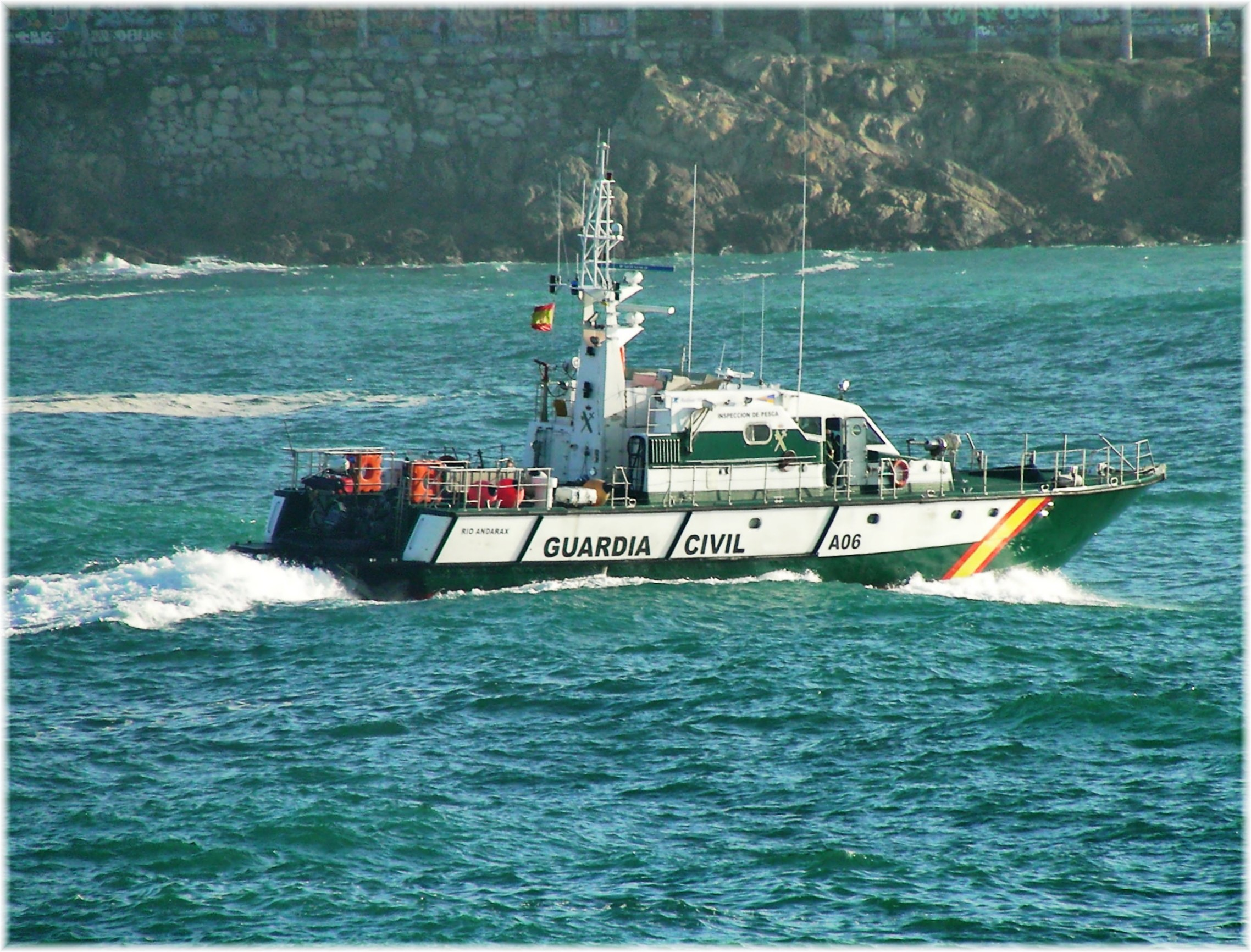
Río Andarax, A06.
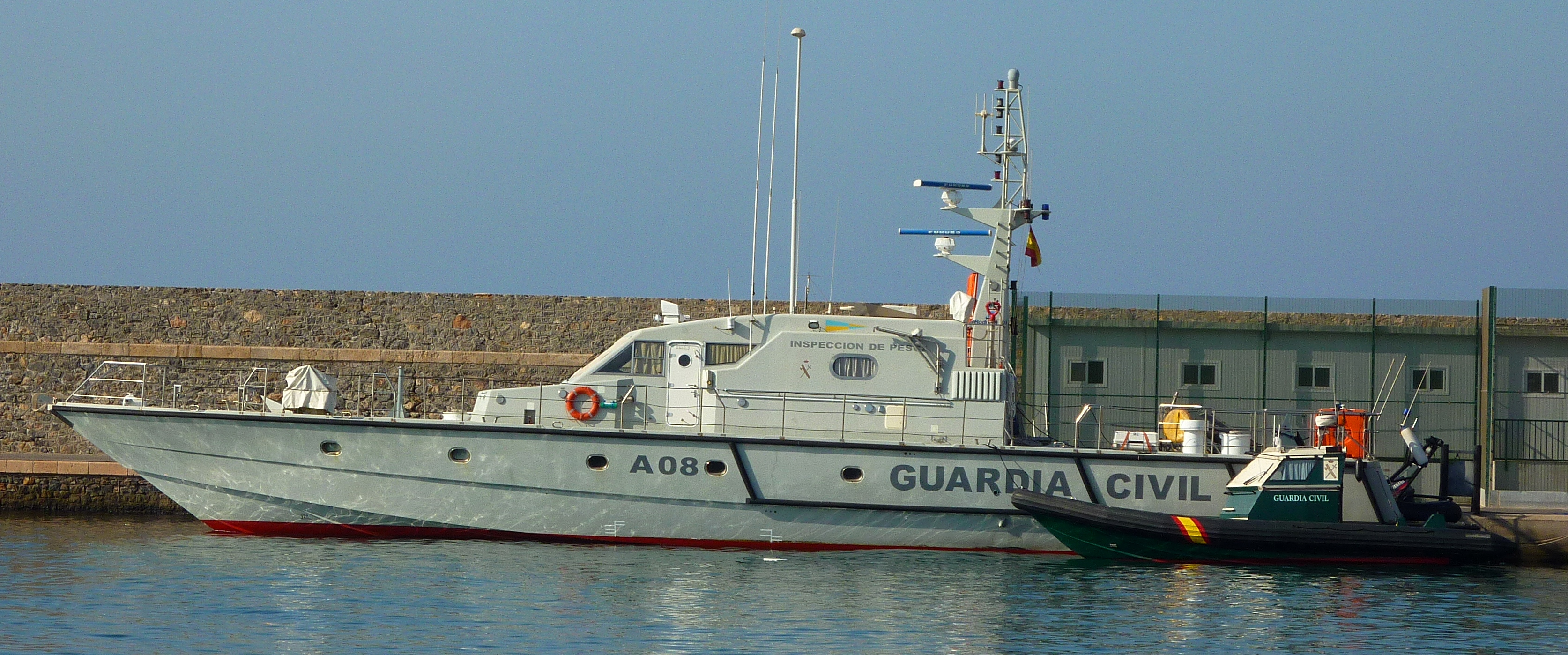
La Río Almanzora, A08, con su anterior esquema experimental de baja visibilidad de color gris claro.
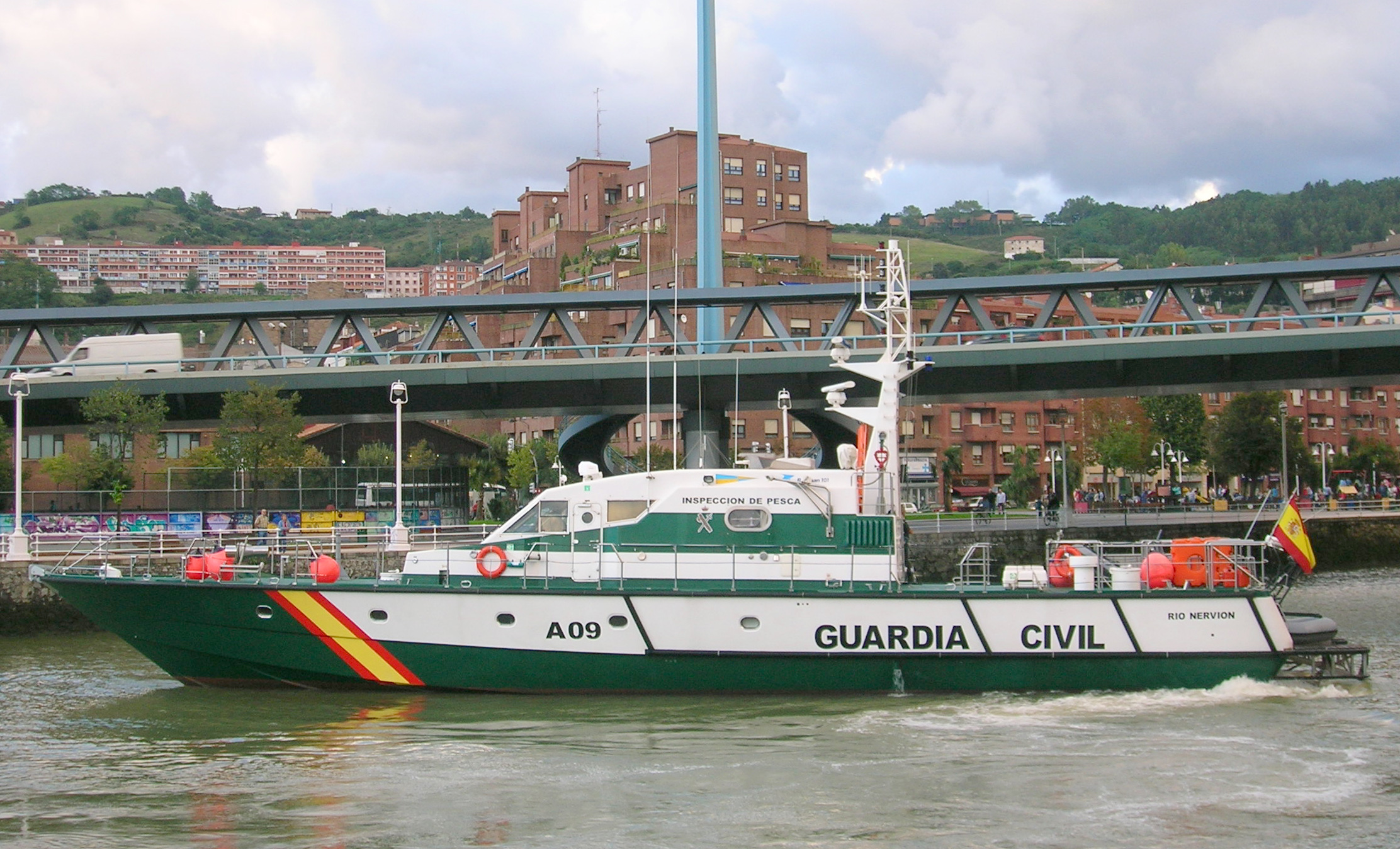
Patrullera Río Nervión, A09, en Bilbao (Vizcaya).
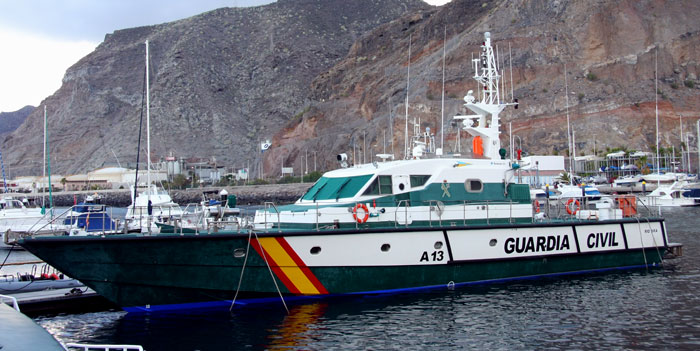
La Río Ara, A13, en su base de Santa Cruz de Tenerife.
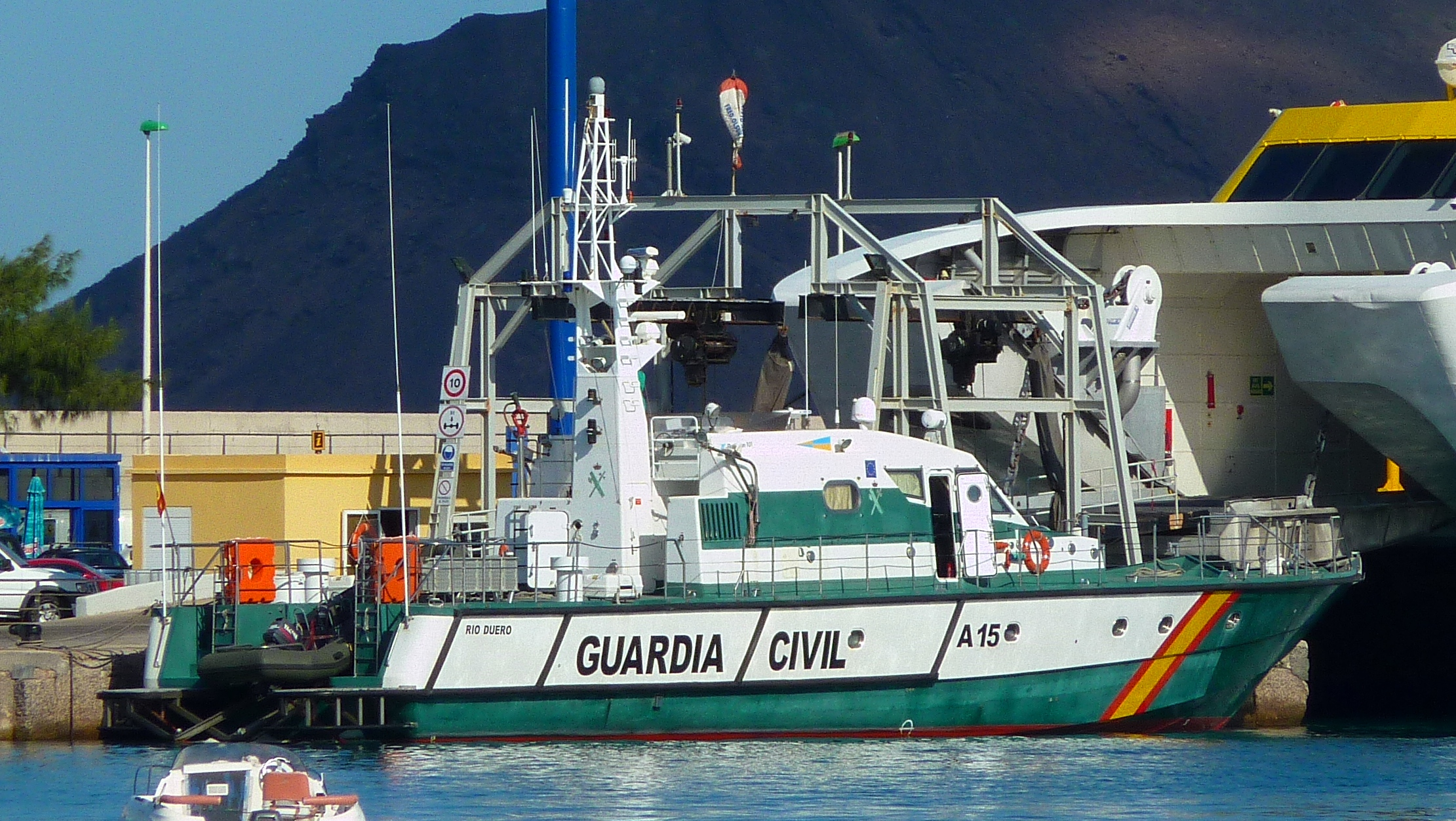
La patrullera Río Duero, A15, en Corralejo (Las Palmas).
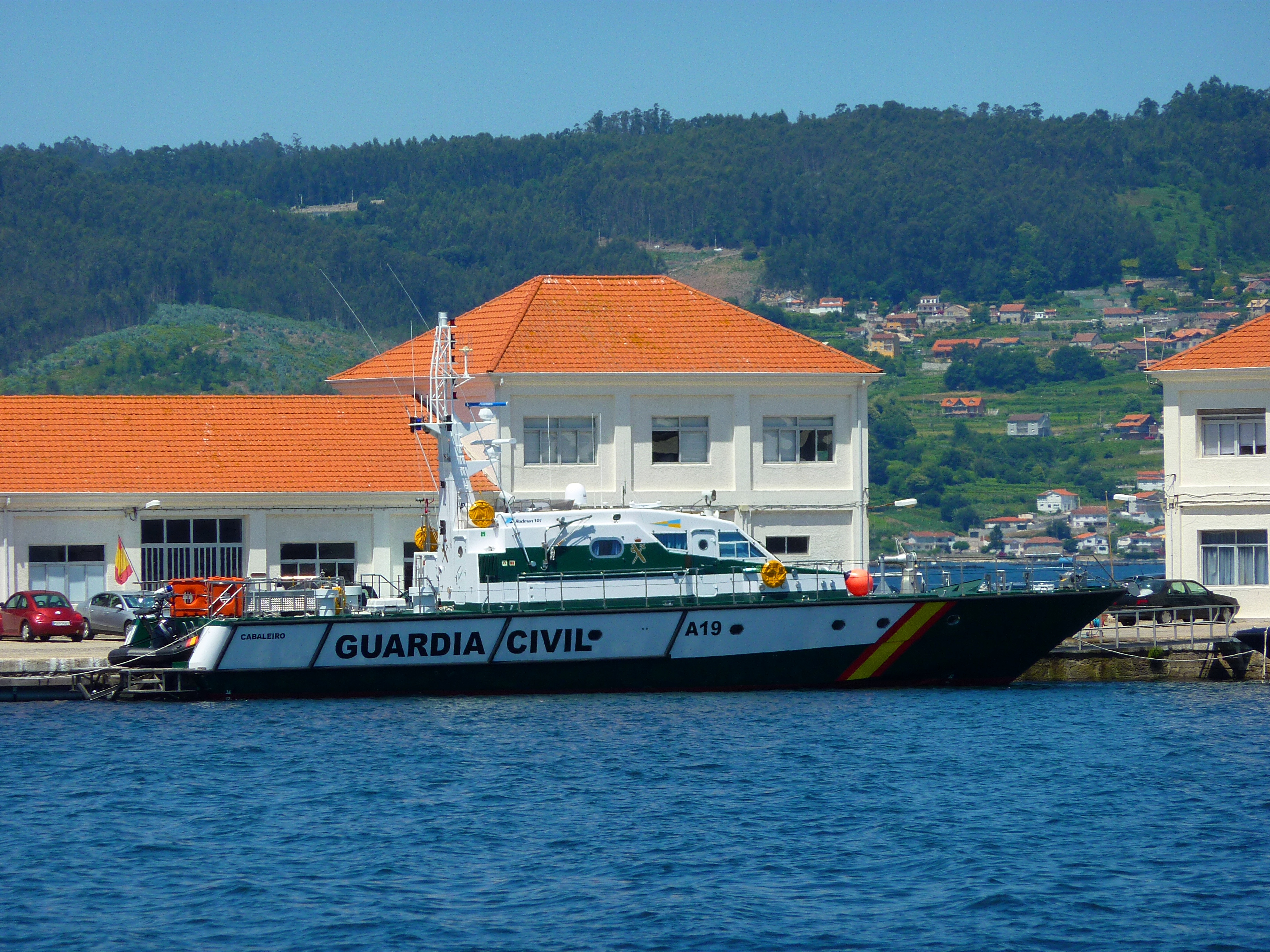
La Cabaleiro, A19, en la Base Naval de Marín (Pontevedra).

| Numeral | Nombre          | Código de llamada | Año de entrada en servicio | Año de baja | Base                                                    | Observaciones |
| ------- | --------------- | ----------------- | -------------------------- | ----------- | ------------------------------------------------------- | --- |
| A05     | Río Palma       | ECAD              | 2002                       | 2008        | Los Cristianos (Santa Cruz de Tenerife)                 | Encallada el 9 de enero de 2008 en las proximidades de la Punta de Rasca (Arona (Santa Cruz de Tenerife)). Sustituida por la Pico del Teide. |
| A06     | Río Andarax     | EADT              | 2003                       | 2023        | La Coruña                                               | Cedida por el Ministerio de Agricultura, Pesca y Alimentación |
| A07     | Río Guadalope   | EBVJ              | 2003                       | En servicio | Marín (Pontevedra)                                      | |
| A08     | Río Almanzora   |                   | 2003                       | 2023        | Almería                                                 | Durante un tiempo estuvo pintada en un esquema experimental de baja visibilidad de color gris claro |
| A09     | Río Nervión     |                   | 2004                       | 2023        | Santurce (Vizcaya)                                      | |
| A10     | Río Guadalaviar | ECGB              | 2004                       | En servicio | Las Palmas de Gran Canaria                              | |
| A11     | Río Cabriel     |                   | 2004                       | En servicio | Estación Naval de Puntales, Cádiz.                      | Destacada en Senegal |
| A12     | Río Cervantes   | ECGH              | 2004                       | En servicio | Estación Naval de Portopí, Palma de Mallorca (Baleares) | |
| A13     | Río Ara         | ECGI              | 2004                       | En servicio | Santa Cruz de Tenerife.                                 | Inicialmente destinada en Barcelona, ha sido destacada a Senegal Tras su período en África, la Río Ara fue trasladada a Santa Cruz de Tenerife para ser reparada de diferentes daños estructurales y mecánicos, siendo finalmente incorporada al catálogo del Servicio Marítimo Provincial de Tenerife, en el que actualmente presta servicio. |
| A14     | Río Adaja       |                   | 2005                       | En servicio | Valencia                                                | |
| A15     | Río Duero       |                   | 2005                       | En servicio | Santa Cruz de Tenerife                                  | Estuvo destacada temporalmente en Mauritania |
| A16     | Río Guadiana    |                   | 2006                       | En servicio | Huelva                                                  | |
| A17     | Río Francolí    |                   | 2006                       | En servicio | Torredembarra (Tarragona)                               | |
| A18     | Río Guadalete   | EAIX              | 2009                       | En servicio | Algeciras (Cádiz)                                       | Cedida por el Ministerio de Medio Ambiente, y Medio Rural y Marino (Secretaría General del Mar) |
| A19     | Cabaleiro       | EAIW              | 2008                       | En servicio | Marín (Pontevedra)                                      | Bautizada en memoria del guardia del Servicio Ramón González Cabaleiro, fallecido durante una operación de rescate. |

#### Patrullera clase Río Segre
Una única patrullera por el momento, fabricada por astilleros Asfibe con eslora de 30 m., manga de 6,7m. y un calado máximo de 2,85 m. Su motorización la componen 2 Caterpillar 3512E, su desplazamiento es de 85 tn. con una tripulación de 10 efectivos. Recibida en 2010.
| Numeral | Nombre    | Código de llamada | Año de entrada en servicio | Año de baja | Base     | Observaciones |
| ------- | --------- | ----------------- | -------------------------- | ----------- | -------- | ------------- |
| A-20    | Río Segre | EAHS              | 2010                       | En servicio | Valencia |               |

#### Patrullera clase Guardamar
Fabricada por astilleros Armón en Burela (Lugo). Con una eslora de 35 m y una manga de 7,80 m, es la mayor patrullera de altura en servicio en el SEMAR. Destaca su sistema de propulsión híbrido diésel-eléctrico. Recibida en 2019 la primera unidad, dos en diciembre de 2022 y otras dos en enero de 2023.
| Numeral | Nombre       | Código de llamada | Año de entrada en servicio | Año de baja | Base                   | Observaciones                                                                  |
| ------- | ------------ | ----------------- | -------------------------- | ----------- | ---------------------- | ------------------------------------------------------------------------------ |
| A-21    | Río Arlanza  | EBSL              | 2019                       | En servicio | Algeciras              |                                                                                |
| A-22    | Río Sil      | EAOX              | 2022                       | En servicio | Algeciras              | Inspección Pesquera del Ministerio de Agricultura, Pesca y Alimentación (MAPA) |
| A-23    | Río Guadiato |                   | 2022                       | En servicio | Santa Cruz de Tenerife | Inspección Pesquera del Ministerio de Agricultura, Pesca y Alimentación (MAPA) |
| A-24    | Río Riaza    | EBVC              | 2023                       | En servicio | Valencia               | Inspección Pesquera del Ministerio de Agricultura, Pesca y Alimentación (MAPA) |
| A-25    | Río Luna     |                   | 2023                       | En servicio | Marín (Pontevedra)     | Inspección Pesquera del Ministerio de Agricultura, Pesca y Alimentación (MAPA) |

### Patrulleros oceánicos
El SEMAR comenzó a operar patrulleros oceánicos (según su propia denominación) en el año 2007. Los dos primeros fueron buques de circunstancias, el Río Miño, un antiguo pesquero cuya velocidad apenas sobrepasa los 10 nudos y el Río Tajo, igualmente escaso de velocidad y construido como buque de apoyo a plataformas, luego transformado para misiones de salvamento en buque de seguridad de plataformas. Su adquisición (y posterior remozamiento) constituyó simplemente una medida de emergencia ante la avalancha de cayucos cargados de inmigrantes ilegales que se estaba dando en las costas de Canarias. Estos buques, que recibieron fuertes críticas por su escasa idoneidad y el estado no muy bueno en el que se encontraban, fueron por tanto una solución provisional hasta que se pudiera disponer de un patrullero propiamente dicho y de nueva construcción. Este, el Río Segura, fue adjudicado a la empresa Astilleros Gondán en diciembre de 2008 y recibido dos años más tarde, en diciembre de 2010. 
Tanto el Río Miño como el Río Segura disponen de cubierta de vuelo para un helicóptero de tamaño medio, aunque no de hangar. Los tres operan frecuentemente además en conjunción con los aviones de patrulla marítima CN-235-300 MP Persuader del Servicio Aéreo de la Guardia Civil.

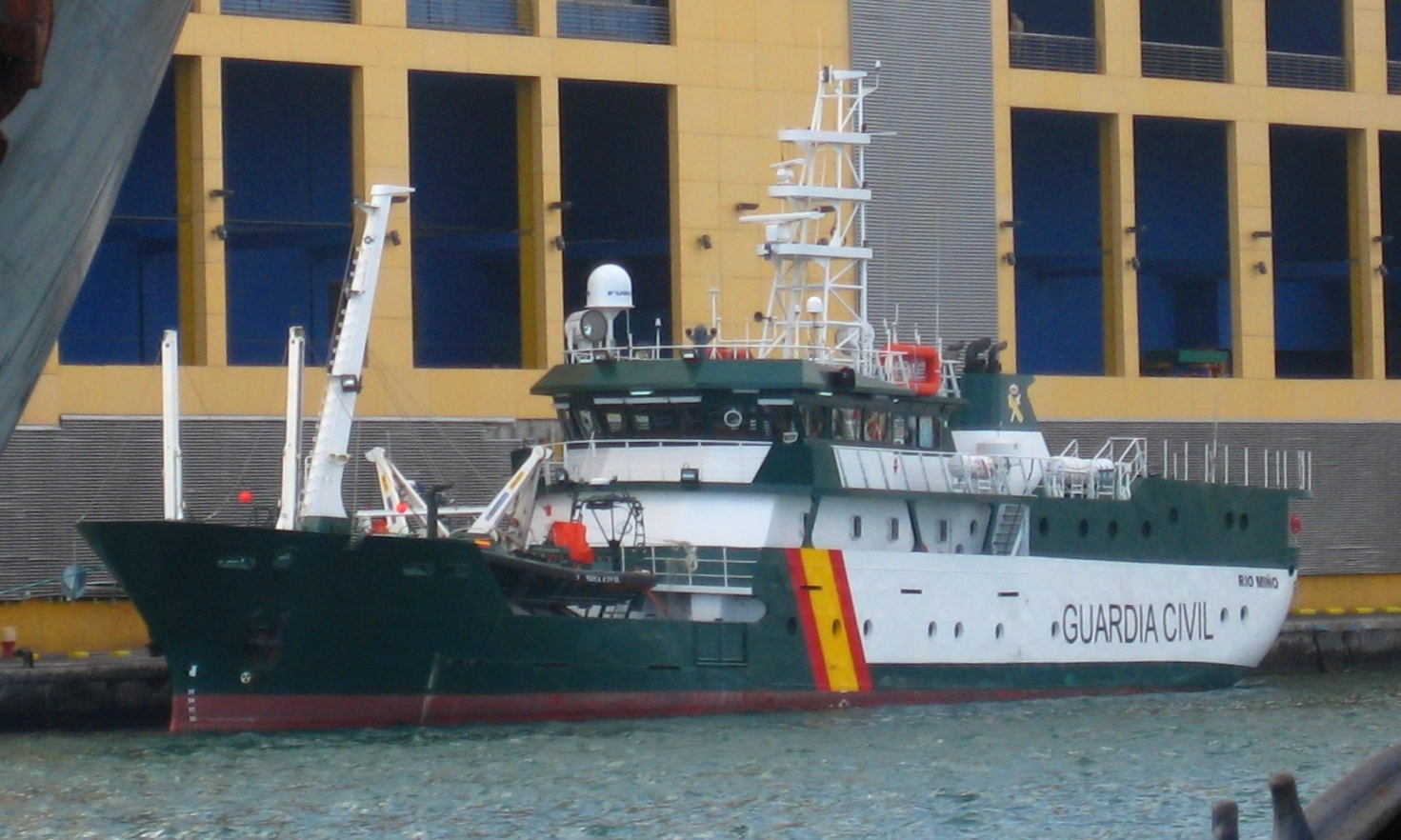
Patrullero Río Miño.
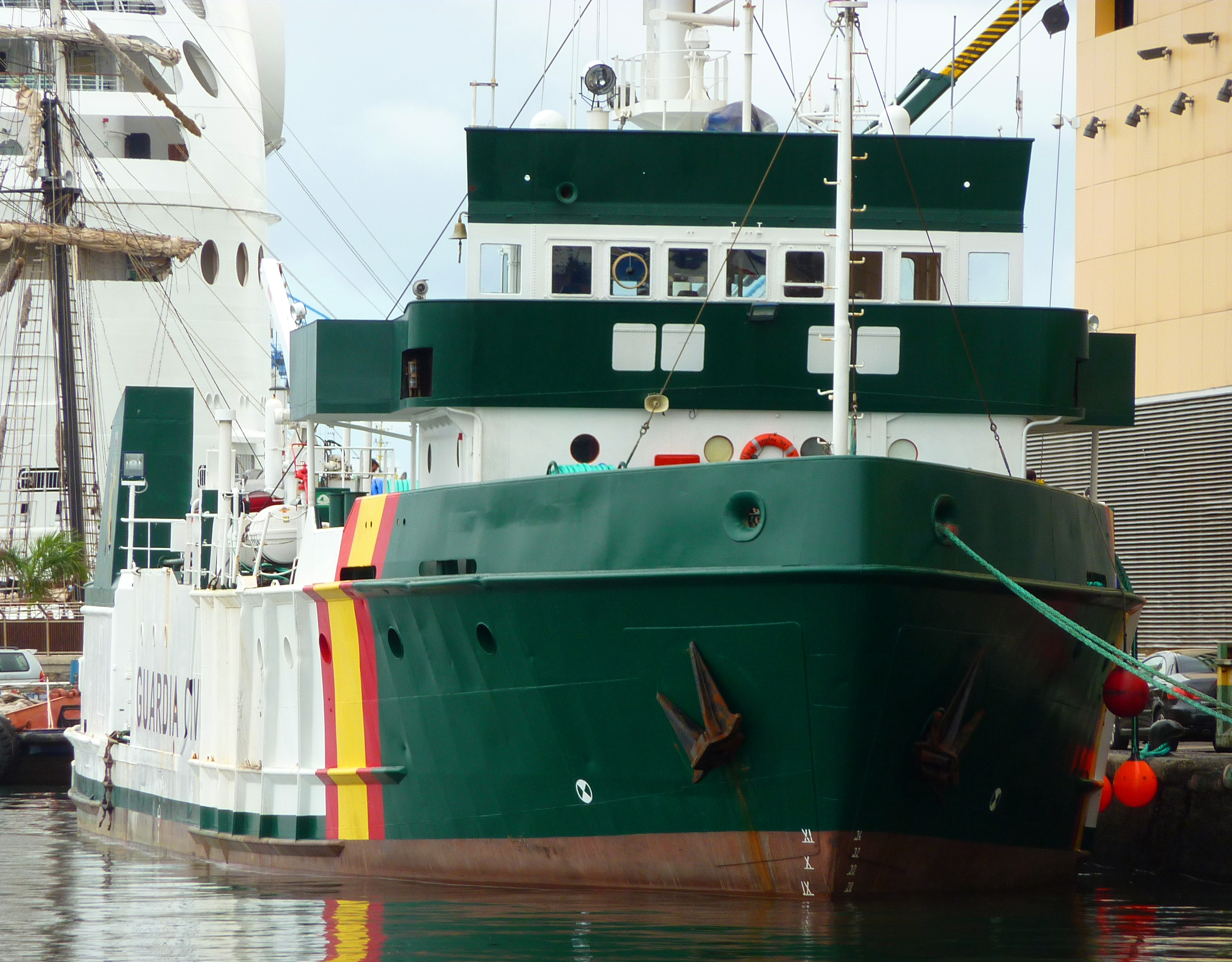
El Río Tajo en su base del Puerto de la Luz (Las Palmas).
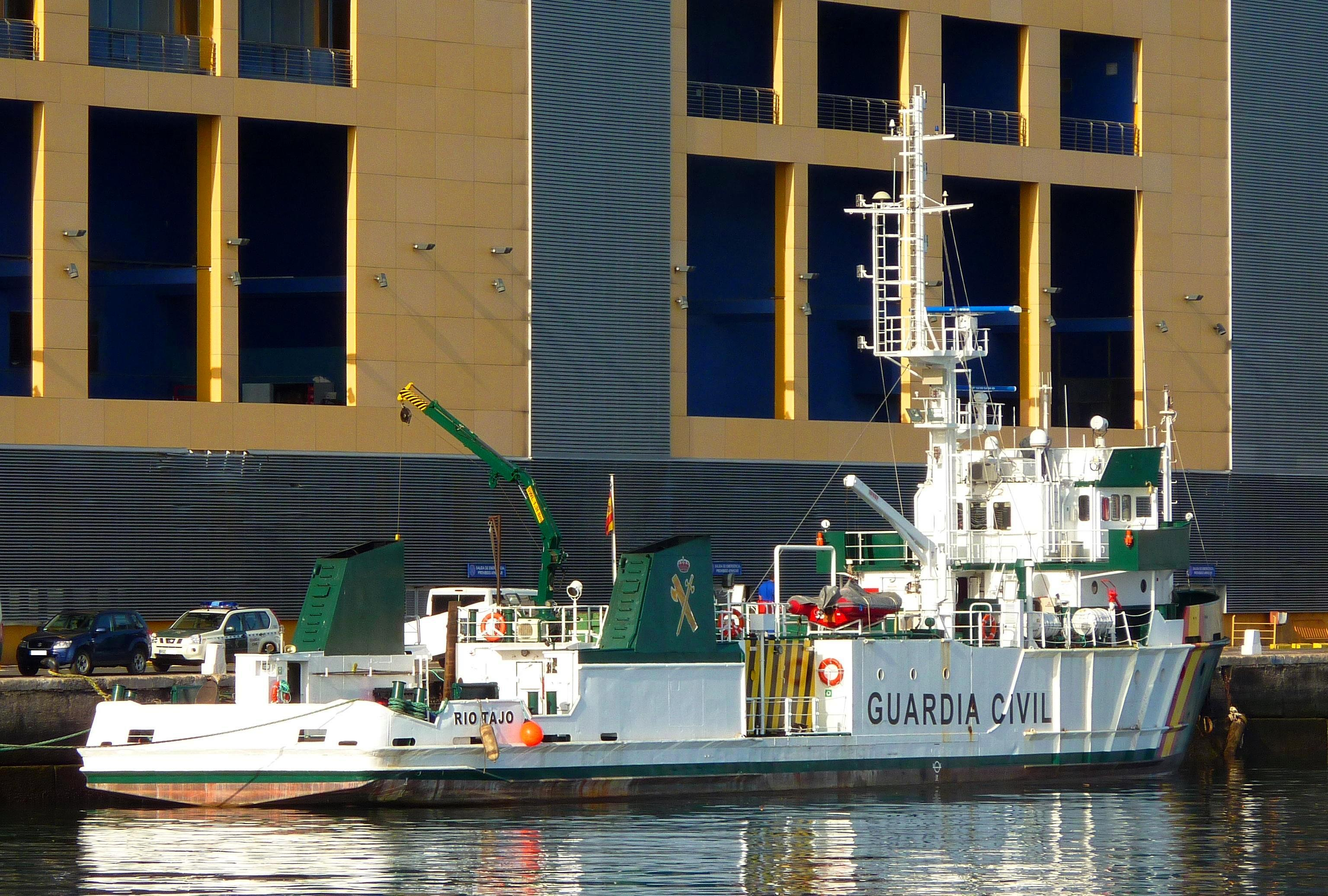
Vista por la aleta de estribor del Río Tajo.
El Río Segura atracado en Dakar (Senegal).
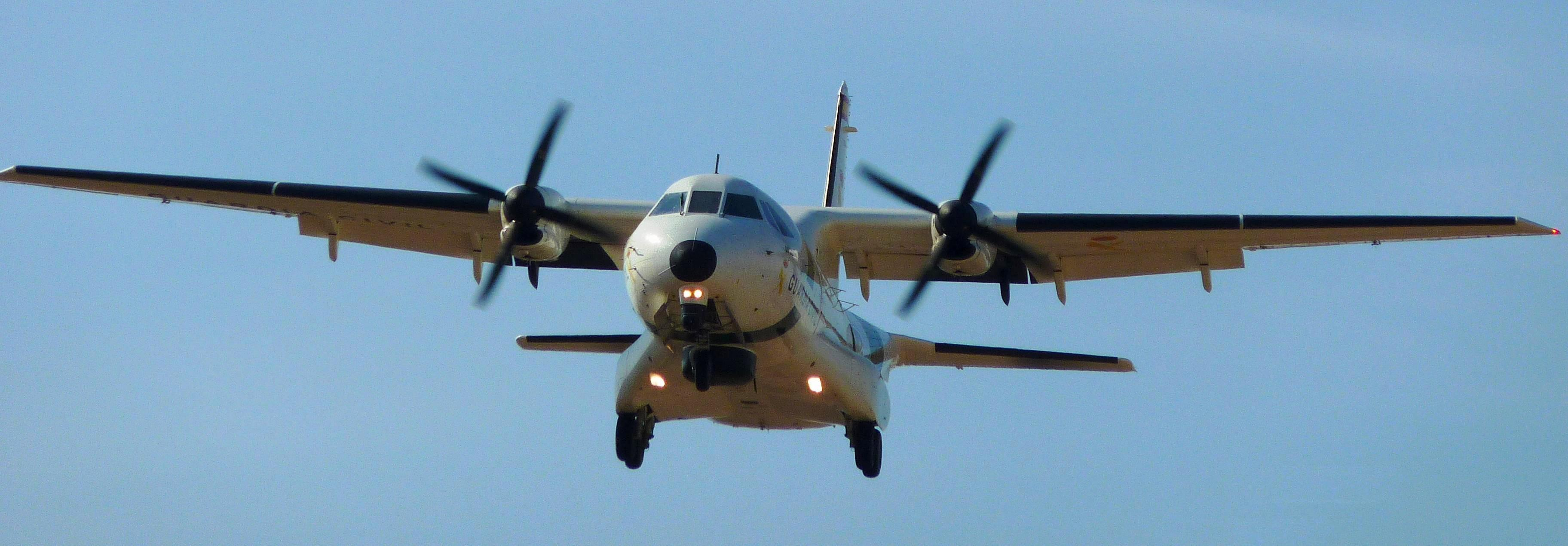
Los CN-235-300 MP Persuader del Servicio Aéreo de la Guardia Civil son unos colaboradores habituales de los patrulleros oceánicos del SEMAR.

| Nombre     | Año de entrada en servicio | Año de baja | Base                               | Características                                          | Observaciones |
| ---------- | -------------------------- | ----------- | ---------------------------------- | -------------------------------------------------------- | --- |
| Río Miño   | 2007                       | En servicio | Las Palmas                         | 600 t; 51 x 8,6 m; 1000 cv; 11 n                         | Antiguo pesquero japonés construido en 1984 y transformado en patrullero por los astilleros del grupo Armón en Burela (Lugo). Destacado en Senegal. |
| Río Tajo   | 2008                       | En servicio | Las Palmas                         | 10 n                                                     | Antiguo buque de salvamento construido en Alemania en 1973 y transformado en patrullero por los astilleros Repnaval de Las Palmas, estuvo destacado en Mauritania con el nombre Britannia 1 antes de ser adquirido por la Guardia Civil. Actualmente dispone de tripulación civil contratada y un destacamento de cuatro miembros del Servicio Marítimo. |
| Río Segura | 2010                       | En servicio | Estación Naval de Puntales (Cádiz) | 1700 t; 73 x 12 m; 4100 cv; 17 n; plataforma helicóptero | Primer patrullero oceánico adquirido nuevo por el Servicio Marítimo. Fue construido por Astilleros Gondán de Figueras, parroquia del concejo asturiano de Castropol. Dispone de dos hélices azimutales Schottel que actúan como timones. Recibido en diciembre de 2010.                                                                                  |

### Varios

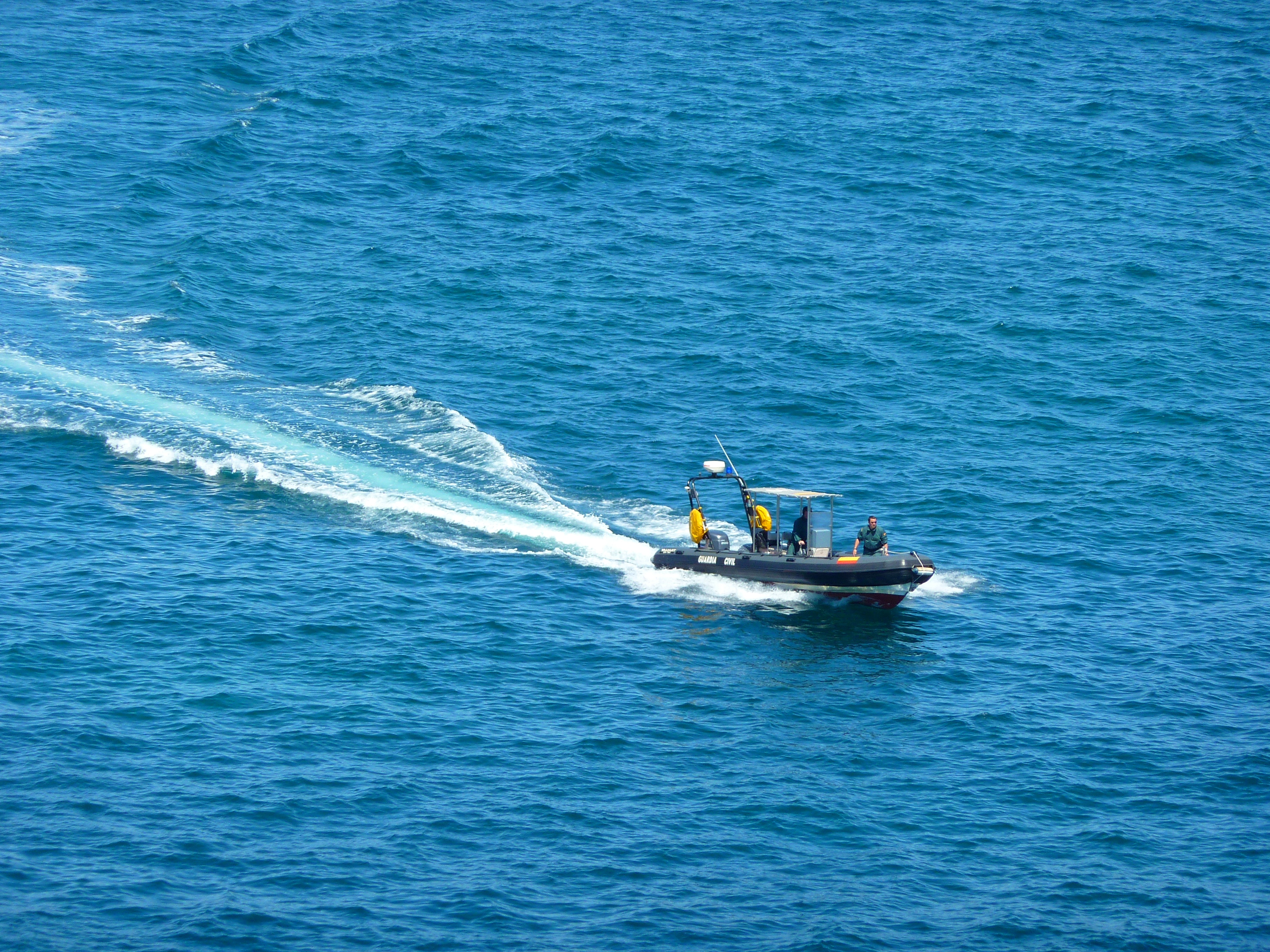
Lancha semirrígida.

Aparte de las mencionadas, el Servicio Marítimo posee también otras embarcaciones de menor porte, como lanchas semirrígidas -algunas de ellas cabinadas-, lanchas neumáticas y otras embarcaciones auxiliares.

## Embarcaciones del Servicio Marítimo
- Clase Alusafe 1500 Mk.II.
- Clase Río Segre.
- Clase Rodman-55.
- Clase Rodman-58.
- Clase Rodman-66.
- Clase Rodman-101.
- Patrullero Río Miño.
- Patrullero Río Segura.

## Guardia Civil y otras unidades de la misma
- Guardia Civil.
- Grupo Especial de Actividades Subacuáticas (GEAS).
- Grupo de Acción Rápida (GAR).
- Grupos de Rescate e Intervención en Montaña (GREIM).
- Servicio de Protección de la Naturaleza (SEPRONA).
- Servicio Aéreo de la Guardia Civil (SAER / SAGUCI).
- Unidad Especial de Intervención (UEI).
- Agrupación de Tráfico.